# Revolução Xinhai
A Revolução Xinhai, também conhecida como Revolução de 1911 ou Revolução Hsinhai, foi a primeira parte da Revolução Chinesa, que depôs à última Dinastia Imperial da China, a Dinastia Qing liderada pelos Manchus, e levou ao estabelecimento da República da China. A revolução foi o culminar de uma década de agitação, revoltas e levantes organizadas por diversas entidades revolucionárias como o próprio Tongmenghui de Sun Yat-sen além das sucessivas crises e derrotas políticas e militares da China em relação as demais potências mundiais. O seu sucesso marcou o colapso da monarquia chinesa, o fim de 2 132 anos de domínio imperial na China e 276 anos da dinastia Qing, e o início da era republicana inicial da China.
A Dinastia Qing lutou durante muito tempo para reformar o governo e resistir à agressão estrangeira, mas o programa de reformas depois de 1900 foi contestado pelos conservadores na corte Qing como demasiado radical e pelos reformadores como demasiado lento. Várias facções, incluindo grupos clandestinos anti-Qing, revolucionários no exílio, reformadores que queriam salvar a monarquia modernizando-a e ativistas de todo o país debateram como ou se deveriam derrubar a dinastia Qing. O ponto crítico ocorreu em 10 de outubro de 1911, com a Revolta de Wuchang, uma rebelião armada entre membros do Novo Exército. Revoltas semelhantes eclodiram espontaneamente em todo o país, e revolucionários em todas as províncias do país renunciaram à dinastia Qing. Em 1 de novembro de 1911, a corte Qing nomeou Yuan Shikai (líder do poderoso Exército de Beiyang) como primeiro-ministro, e ele iniciou negociações com os revolucionários.
Em Nanjing, as forças revolucionárias criaram um governo de coalizão provisório. Em 1 de janeiro de 1912, a meia-noite, a Assembleia Nacional declarou o estabelecimento da República da China, com Sun Yat-sen, líder da Tongmenghui (Liga Unida), como Presidente da República. Uma breve guerra civil entre o Norte e o Sul terminou em compromisso. Sun renunciaria em favor de Yuan Shikai, que se tornaria presidente do novo governo nacional, se Yuan conseguisse garantir a abdicação do imperador Qing. O édito de abdicação do Imperador Xuantong, de seis anos, foi promulgado em 12 de fevereiro de 1912. Yuan tomou posse como presidente em 10 de março de 1912.
Em dezembro de 1915, Yuan restaurou a monarquia e proclamou-se Imperador Hongxian, mas a medida encontrou forte oposição da população e do Exército, levando à sua abdicação em março de 1916 e ao restabelecimento da República. O fracasso de Yuan em consolidar um governo central legítimo antes de sua morte em junho de 1916 levou a décadas de divisão política e senhores da guerra, incluindo uma tentativa de restauração imperial da dinastia Qing.
A revolução é chamada de Xinhai porque ocorreu em 1911, ano do ramo-tronco Xinhai (辛亥) no ciclo sexagenário do calendário tradicional chinês.  A República da China na ilha de Taiwan e a República Popular da China no continente chinês consideram-se ambas as legítimas sucessoras da Revolução de 1911 e honram os ideais da revolução, incluindo o nacionalismo, o republicanismo, a modernização da China e a unidade nacional. Em Taiwan, o dia 10 de outubro é comemorado como Double Ten Day, o Dia Nacional da República da China. Na China continental, o dia é comemorado como o aniversário da Revolução de 1911.

## Contexto
Depois de sofrer a sua primeira derrota para o Ocidente na Primeira Guerra do Ópio, em 1842, uma cultura judicial conservadora restringiu os esforços de reforma e não quis ceder autoridade às autoridades locais. Após a derrota na Segunda Guerra do Ópio em 1860, os Qing iniciaram esforços para se modernizarem, adotando tecnologias ocidentais através do Movimento de Auto-Fortalecimento. Nas guerras contra Taiping (1851–1864), Nien (1851–1868), Yunnan (1856–1873) e o Noroeste (1862–1877), a corte passou a contar com exércitos recrutados por autoridades locais.  Depois de uma geração de relativo sucesso na importação de tecnologia naval e de armamento ocidental, a derrota na Primeira Guerra Sino-Japonesa em 1895 foi ainda mais humilhante e convenceu muitos da necessidade de mudança institucional.  O tribunal estabeleceu o Novo Exército sob o comando de Yuan Shikai e muitos concluíram que a sociedade chinesa também precisava ser modernizada para que os avanços tecnológicos e comerciais tivessem sucesso.
Em 1898, o Imperador Guangxu recorreu a reformadores como Kang Youwei e Liang Qichao que ofereceram um programa inspirado em grande parte pelas reformas no Japão. Eles propuseram reformas básicas na educação, nas forças armadas e na economia na chamada Reforma dos Cem Dias. A reforma foi abruptamente cancelada por um golpe conservador liderado pela Imperatriz Viúva Cixi. O imperador foi colocado em prisão domiciliar em junho de 1898, onde permaneceu até sua morte em 1908. Os reformadores Kang e Liang exilaram-se para evitar serem executados. A imperatriz viúva controlou a política até sua morte em 1908, com o apoio de autoridades como Yuan. Os ataques a estrangeiros e cristãos chineses na Rebelião dos Boxers, encorajados pela Imperatriz Viúva, provocaram outra invasão estrangeira de Pequim em 1900.

Depois que os Aliados impuseram um acordo punitivo, a corte Qing realizou reformas fiscais e administrativas básicas, incluindo eleições locais e provinciais. Estas medidas não garantiram confiança nem amplo apoio entre os activistas políticos. Muitos, como Zou Rong, sentiram um forte preconceito anti-Manchu e culparam-nos pelos problemas da China. Kang Youwei e Liang Qichao formaram a Sociedade de Proteção do Imperador em uma tentativa de restaurar o imperador, mas outros, como Sun Yat-sen, organizaram grupos revolucionários para derrubar a dinastia em vez de reformá-la. Eles só podiam operar em sociedades secretas e organizações clandestinas, em concessões estrangeiras ou no exílio no exterior, mas criaram seguidores entre os chineses na América do Norte e no Sudeste Asiático, e dentro da China, até mesmo nos novos exércitos. A fome em 1906 e 1907 também foi um dos principais contribuintes para a revolução. Após a morte do Imperador Guangxu e da Imperatriz Viúva Cixi em 1908, o trono foi herdado pelo Imperador Xuantong, de dois anos, com o Príncipe Chun como regente. O príncipe continuou o caminho reformista de Cixi, mas elementos conservadores manchus na corte se opuseram, causando ainda mais apoio aos revolucionários.

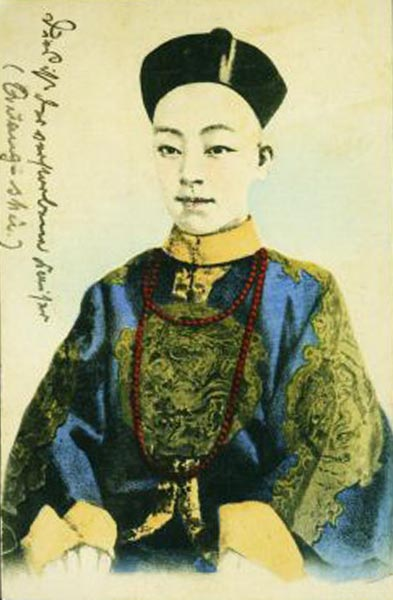
O Imperador Guangxu (1871–1908) governou a dinastia Qing de 1875 até sua morte

## Organizadores da Revolução

### Grupos antigos

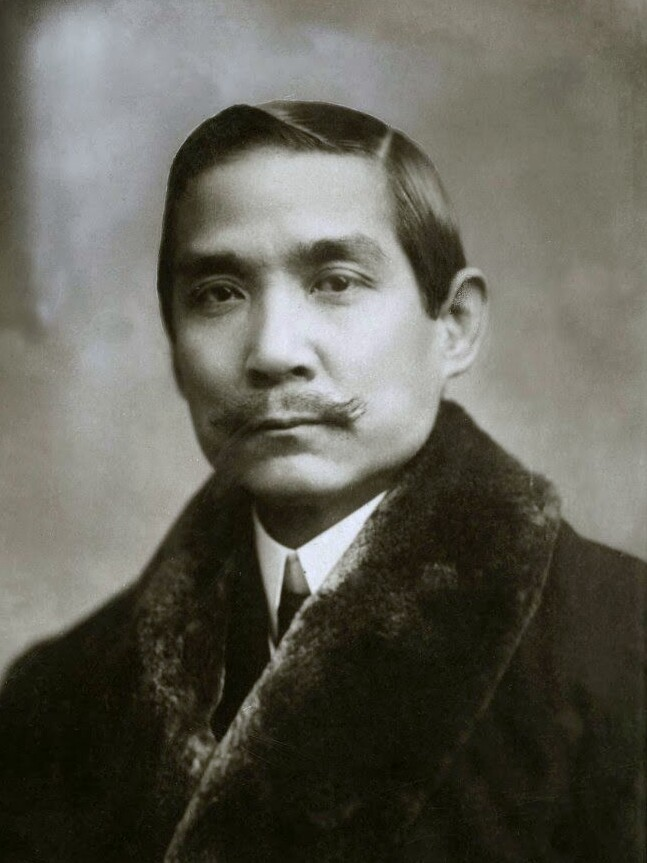
Dr. Sun Yat-sen em Londres

Muitos revolucionários e grupos queriam derrubar o governo Qing para restabelecer o governo liderado pelos Han. As primeiras organizações revolucionárias foram fundadas fora da China, como a Sociedade Literária Furen de Yeung Ku-wan, criada em Hong Kong em 1890. Havia 15 membros, incluindo Tsé Tsan-tai, que fez sátiras políticas como "A Situação no Extremo Oriente", um dos primeiros manhua chineses, e que mais tarde se tornou um dos principais fundadores do South China Morning Post.
A Xingzhonghui (Sociedade para a Regeneração Chinesa) de Sun Yat-sen foi fundada em Honolulu em 1894 com o objetivo principal de arrecadar fundos para revoluções. As duas organizações se fundiram em 1894.

### Grupos menores
A Huaxinghui (Sociedade de Reavivamento da China) foi fundada em 1904 por notáveis como Huang Xing, Zhang Shizhao, Chen Tianhua, Sun Yat-sen e Song Jiaoren, juntamente com outros 100. O lema deles era "Tomar uma província à força e inspirar as outras províncias a se levantarem".
A Guangfuhui (Sociedade de Restauração) também foi fundada em 1904, em Xangai, por Cai Yuanpei. Outros membros notáveis incluem Zhang Binglin e Tao Chengzhang. Apesar de professar a causa anti-Qing, o Guangfuhui criticou fortemente Sun Yat-sen. Uma das revolucionárias mais famosas foi Qiu Jin, que lutou pelos direitos das mulheres e também era de Guangfuhui.
Houve também muitas outras organizações revolucionárias menores, como Lizhi Xuehui (勵志學會) em Jiangsu, Gongqianghui (公強會) em Sichuan, Yiwenhui (益聞會) e Hanzudulihui (漢族獨立會) em Fujian, Yizhishe (易知社) em Jiangxi, Yuewanghui (岳王會) em Anhui e Qunzhihui (群智會/群智社) em Guangzhou. 
Também existiam organizações criminosas anti-Manchu, incluindo a Gangue Verde e Hongmen Zhigongtang (致公堂). O próprio Sun Yat-sen entrou em contato com os Hongmen, também conhecidos como Tiandihui (Sociedade do Céu e da Terra).
Gelaohui (Sociedade dos Irmãos Mais Velhos) era outro grupo, com Zhu De, Wu Yuzhang, Liu Zhidan (劉志丹) e He Long. Este grupo revolucionário acabaria por desenvolver uma forte ligação com o posterior Partido Comunista.

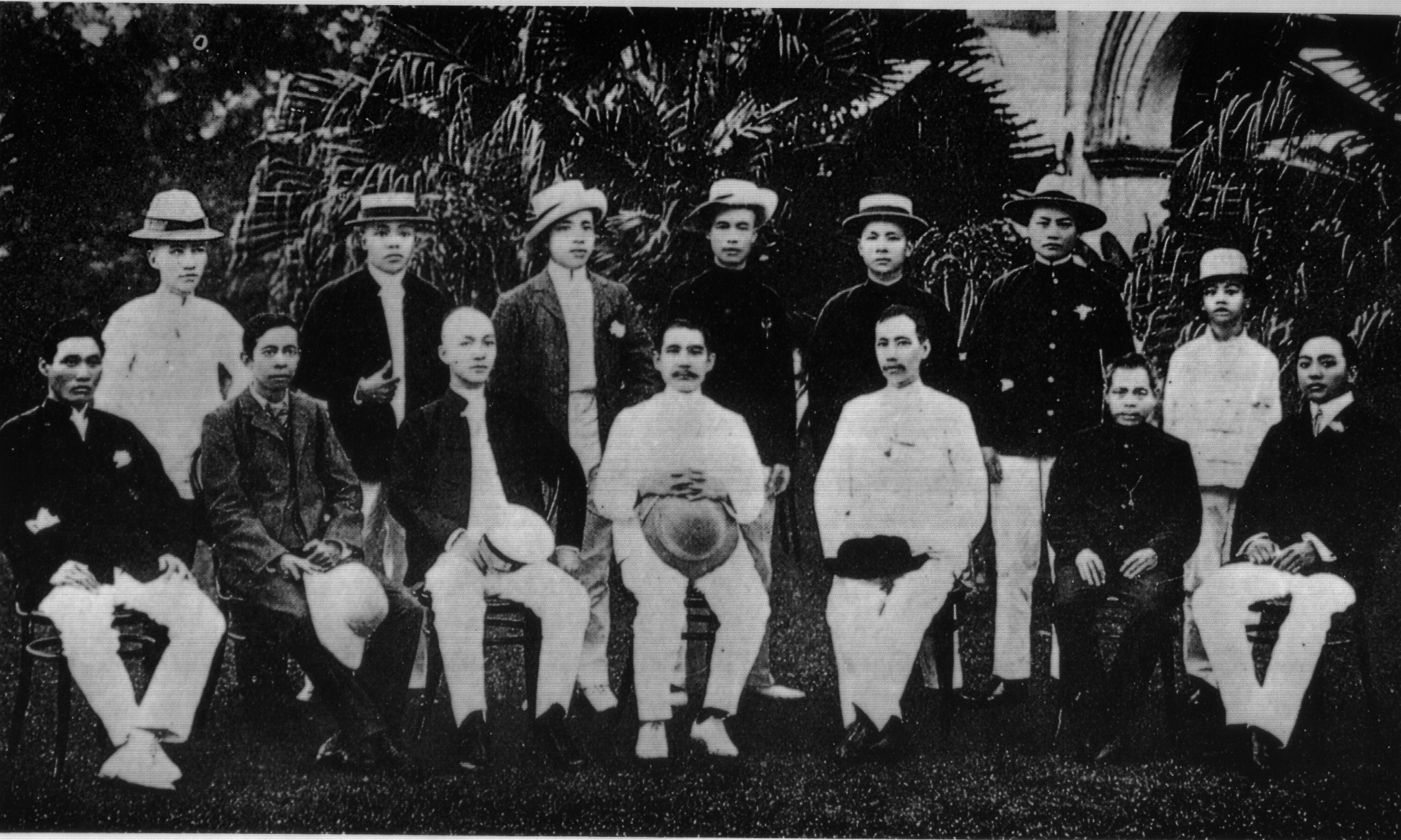
Sun Yat-sen com membros do Tongmenghui

### Tongmenghui
Sun Yat-sen uniu com sucesso a Revive China Society, Huaxinghui e Guangfuhui no verão de 1905, estabelecendo assim a Tongmenghui (Liga Unida) em agosto de 1905 em Tóquio. Embora tenha começado em Tóquio, tinha organizações distribuídas por todo o país e fora dele. Sun Yat-sen era o líder deste grupo unificado. Outros revolucionários que trabalharam com Tongmenghui incluem Wang Jingwei e Hu Hanmin. Quando o Tongmenhui foi estabelecido, mais de 90% dos membros do Tongmenhui tinham entre 17 e 26 anos de idade. Alguns dos trabalhos da época incluem publicações manhua, como o Journal of Current Pictorial.

### Grupos posteriores
Em fevereiro de 1906, Rizhihui (日知會) também teve muitos revolucionários, incluindo Sun Wu (孫武), Zhang Nanxian (張難先), He Jiwei e Feng Mumin. Um núcleo de participantes nesta conferência evoluiu para o estabelecimento do Tongmenhui em Hubei.
Em julho de 1907, vários membros do Tongmenhui em Tóquio defenderam uma revolução na área do rio Yangtze. Liu Quiyi (劉揆一), Jiao Dafeng (焦達峰), Zhang Boxiang (張伯祥) e Sun Wu (孫武) estabeleceram a Gongjinhui (Associação Progressiva) (共進會). Em janeiro de 1911, o grupo revolucionário Zhengwu Xueshe (振武學社) foi renomeado como Wenxueshe (Sociedade Literária) (文學社). Jiang Yiwu (蔣翊武) foi escolhido como líder. Estas duas organizações desempenhariam um grande papel na Revolta de Wuchang.
Muitos jovens revolucionários adotaram o programa anarquista. Em Tóquio, Liu Shipei propôs derrubar os Manchus e retornar aos valores clássicos chineses. Em Paris, jovens intelectuais bem relacionados, Li Shizhen, Wu Zhihui e Zhang Renjie, concordaram com o programa revolucionário de Sun e juntaram-se ao Tongmenghui, mas argumentaram que simplesmente substituir um governo por outro não seria um progresso; uma mudança cultural fundamental, uma revolução nos valores familiares, de género e sociais, eliminaria a necessidade de governo e de coerção. Zhang Ji e Wang Jingwei estavam entre os anarquistas que defendiam o assassinato e o terrorismo como meios de despertar o povo para a revolução, mas outros insistiam que a educação era a única estratégia justificável. Anarquistas importantes incluíam Cai Yuanpei. Zhang Renjie deu à Sun grande ajuda financeira. Muitos destes anarquistas assumiriam mais tarde altos cargos no Kuomintang (KMT).

### Visões
Muitos revolucionários promoveram sentimentos anti-Qing/anti-Manchu e reviveram memórias de conflito entre a minoria étnica Manchu e a maioria étnica chinesa Han do final da dinastia Ming (1368-1644). Os principais intelectuais foram influenciados por livros que sobreviveram aos anos finais da dinastia Ming, a última dinastia dos chineses Han. Em 1904, Sun Yat-sen anunciou que o objetivo de sua organização era "expulsar os bárbaros tártaros, reviver Zhonghua, estabelecer uma República e distribuir terras igualmente entre o povo". (驅除韃虜, 恢復中華, 創立民國, 平均地權). Muitos grupos clandestinos promoveram as ideias de "Resistir Qing e restaurar Ming" (反清復明) que existiam desde os dias da Rebelião Taiping. Outros, como Zhang Binglin, apoiaram linhas diretas como "matar os Manchus" e conceitos como "Antimanchuísmo" (興漢滅胡 / 排滿主義).

## Grupos
Muitos grupos apoiaram a Revolução de 1911, incluindo estudantes e intelectuais que regressavam do estrangeiro, bem como participantes de organizações revolucionárias, chineses ultramarinos, soldados do novo exército, pequena nobreza local, agricultores e outros.

### Chineses no exterior
A assistência dos chineses ultramarinos foi importante na Revolução de 1911. Em 1894, o primeiro ano da Sociedade para a Regeneração Chinesa, a primeira reunião realizada pelo grupo foi realizada na casa de Ho Fon, um chinês ultramarino que foi o líder da primeira Igreja Chinesa de Cristo. Os chineses ultramarinos apoiaram e participaram ativamente no financiamento de atividades revolucionárias, especialmente os chineses do sudeste asiático da Malásia (Singapura e Malásia). Muitos desses grupos foram reorganizados por Sun, conhecido como o "pai da revolução chinesa".

### Intelectuais recém-emergidos
O governo Qing estabeleceu novas escolas e incentivou os estudantes a estudar no exterior como parte do movimento de Auto-Fortalecimento. Muitos jovens frequentaram as novas escolas ou foram estudar no exterior em lugares como o Japão. Uma nova classe progressista de intelectuais emergiu desses estudantes, que contribuíram imensamente para a Revolução de 1911. Além de Sun Yat-sen, figuras-chave da revolução, como Huang Xing, Song Jiaoren, Hu Hanmin, Liao Zhongkai, Zhu Zhixin e Wang Jingwei, eram todos estudantes chineses no Japão. Alguns eram jovens estudantes como Zou Rong, conhecido por escrever Exército Revolucionário, livro no qual falava sobre o extermínio dos Manchus pelos 260 anos de opressão, tristeza, crueldade e tirania, e sobre a transformação dos filhos e netos do Imperador Amarelo em "George Washingtons".
Antes de 1908, os revolucionários concentravam-se na coordenação destas organizações em preparação para as revoltas que iriam lançar; portanto, esses grupos forneceriam a maior parte da mão de obra necessária para a derrubada da Dinastia Qing. Após a Revolução de 1911, Sun Yat-sen relembrou os dias de recrutamento de apoio para a revolução e disse: "Os literatos estavam profundamente envolvidos na busca por honras e lucros, por isso eram considerados de importância apenas secundária. Em contraste, organizações como Sanhehui foram capazes de semear amplamente as ideias de resistir aos Qing e restaurar os Ming".

### Pequenos nobres e empresários

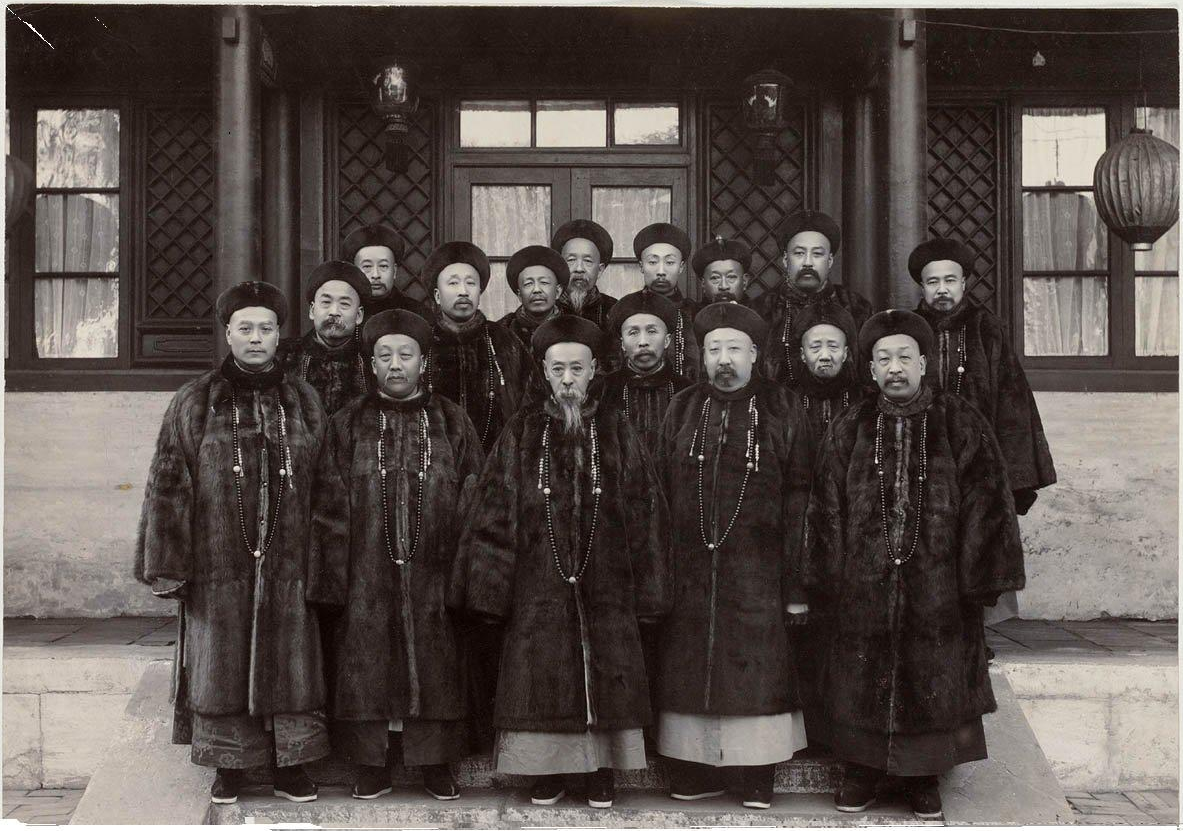
Príncipe Qing com alguns membros do gabinete real

A força da pequena nobreza na política local tornou-se evidente. A partir de dezembro de 1908, o governo Qing criou alguns aparatos para permitir que a pequena nobreza e os empresários participassem da política. Estas pessoas de classe média eram originalmente apoiantes do constitucionalismo. No entanto, ficaram desencantados quando o governo Qing criou um gabinete com o príncipe Qing como primeiro-ministro. No início de 1911, um gabinete experimental tinha treze membros, nove dos quais eram manchus selecionados da família imperial.

### Apoiadores estrangeiros

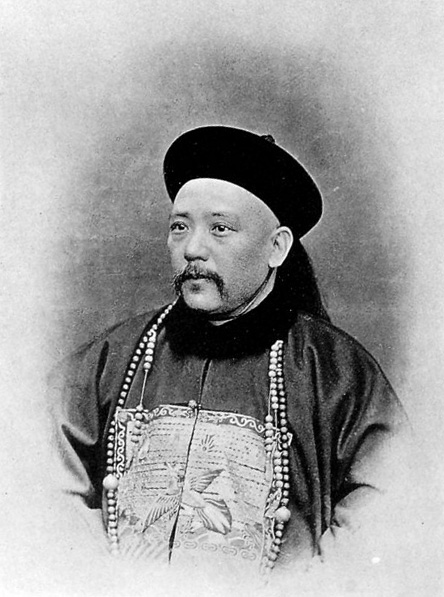
Yuan Shikai (1859–1916)

Além dos chineses e dos chineses ultramarinos, alguns apoiantes e participantes da Revolução de 1911 eram estrangeiros; entre eles, os japoneses eram o grupo mais ativo. Alguns japoneses até se tornaram membros do Tongmenghui. Miyazaki Touten foi o apoiador japonês mais próximo; outros incluíram Heiyama Shu e Ryōhei Uchida. Homer Lea, um americano que se tornou o conselheiro estrangeiro mais próximo de Sun Yat-sen em 1910, apoiou as ambições militares de Sun Yat-sen. O soldado britânico Rowland J. Mulkern também participou da revolução. Alguns estrangeiros, como o explorador inglês Arthur de Carle Sowerby, lideraram expedições para resgatar missionários estrangeiros em 1911 e 1912.

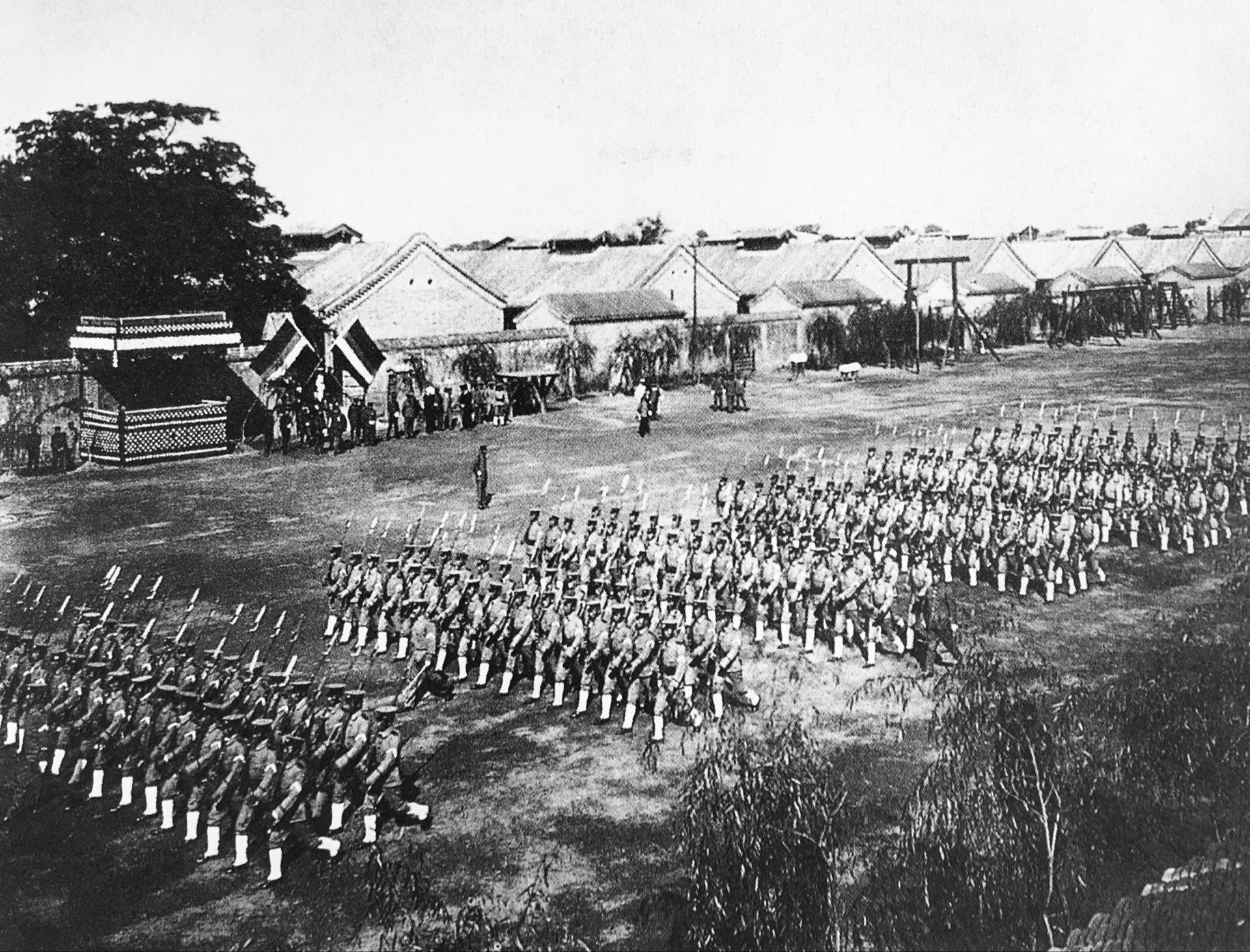
Exército de Beiyang

A ultranacionalista japonesa de extrema direita Sociedade do Dragão Negro apoiou as atividades de Sun Yat-sen contra os Manchus, acreditando que a derrubada dos Qing ajudaria os japoneses a assumir o controle da pátria Manchu e que os chineses Han não se oporiam à aquisição. Toyama acreditava que os japoneses poderiam facilmente assumir o controle da Manchúria e que Sun Yat-sen e outros revolucionários anti-Qing não resistiriam e ajudariam os japoneses a assumir e ampliar o comércio de ópio na China, enquanto os Qing tentavam destruir o comércio de ópio. Os Dragões Negros Japoneses apoiaram Sun Yat-sen e revolucionários anti-Manchu até o colapso de Qing. O líder ultranacionalista japonês de extrema direita Gen'yōsha, Tōyama Mitsuru, apoiou atividades revolucionárias anti-Manchu e anti-Qing, incluindo as organizadas por Sun Yat-sen, e apoiou a conquista japonesa da Manchúria. O anti-Qing Tongmenghui foi fundado e baseado no exílio no Japão, onde muitos revolucionários anti-Qing se reuniram.
Os japoneses vinham tentando unir grupos anti-Manchu formados pelo povo Han para derrubar os Qing. Foram os japoneses que ajudaram Sun Yat-sen a unir todos os grupos revolucionários anti-Qing e anti-Manchu, e havia japoneses como Tōten Miyazaki dentro da aliança revolucionária anti-Manchu Tongmenghui. A Sociedade do Dragão Negro recebeu o Tongmenghui em sua primeira reunião. A Sociedade do Dragão Negro tinha relações muito íntimas, de longo prazo e influentes com Sun Yat-sen, que às vezes se fazia passar por japonês. De acordo com um historiador militar americano, os oficiais militares japoneses faziam parte da Sociedade do Dragão Negro. A Yakuza e a Sociedade do Dragão Negro ajudaram a organizar em Tóquio para Sun Yat-sen realizar as primeiras reuniões do Kuomintang, e esperavam inundar a China com ópio e derrubar os Qing e enganar os chineses para que derrubassem os Qing em benefício do Japão. Após o sucesso da revolução, os Dragões Negros Japoneses começaram a infiltrar-se na China e a espalhar o ópio. Os Dragões Negros pressionaram pela aquisição da Manchúria pelo Japão em 1932. Sun Yat-sen era casado com uma japonesa, Kaoru Otsuki.

### Soldados dos Novos Exércitos
O Novo Exército foi formado em 1901 após a derrota dos Qing na Primeira Guerra Sino-Japonesa. Eles foram lançados por decreto de oito províncias. As tropas do Novo Exército eram de longe as mais bem treinadas e equipadas. Os recrutas eram de qualidade superior aos do antigo exército e recebiam promoções regulares. A partir de 1908, os revolucionários começaram a transferir a sua convocação para os novos exércitos. Sun Yat-sen e os revolucionários infiltraram-se no Novo Exército.

## Prelúdio

Bandeira da Primeira Revolta de Guangzhou

Os focos centrais das revoltas estavam principalmente ligados a Tongmenghui e Sun Yat-sen, incluindo subgrupos. Algumas revoltas envolveram grupos que nunca se fundiram com o Tongmenghui. Sun Yat-sen pode ter participado de 8 a 10 revoltas; todas as revoltas falharam antes da Revolta de Wuchang.

### Primeira Revolta de Guangzhou
Na primavera de 1895, a Sociedade para a Regeneração Chinesa, com sede em Hong Kong, planejou a Primeira Revolta de Guangzhou (廣州起義). Lu Haodong foi encarregado de projetar o Céu Azul dos revolucionários com uma bandeira do Sol Branco. Em 26 de outubro de 1895, Yeung Ku-wan e Sun Yat-sen conduziram Zheng Shiliang e Lu Haodong a Guangzhou, preparando-se para capturar Guangzhou com um único ataque. No entanto, os detalhes de seus planos vazaram para o governo Qing. O governo começou a prender revolucionários, incluindo Lu Haodong, que mais tarde foi executado. A Primeira Revolta de Guangzhou foi um fracasso. Sob pressão do governo Qing, o governo de Hong Kong baniu os dois homens do território durante cinco anos. Sun Yat-sen exilou-se, promovendo a revolução chinesa e angariando fundos no Japão, nos Estados Unidos, no Canadá e na Grã-Bretanha. Em 1901, após a Revolta de Huizhou, Yeung Ku-wan foi assassinado por agentes Qing em Hong Kong. Após sua morte, sua família protegeu sua identidade não colocando seu nome em seu túmulo, apenas um número: 6348.

### Revolta do Exército da Independência
Em 1900, após o início da Rebelião dos Boxers, Tang Caichang (唐才常) e Tan Sitong da anterior Sociedade de Emancipação dos Pés organizaram o Exército da Independência. A Revolta do Exército da Independência (自立軍起義) foi planejada para ocorrer em 23 de agosto de 1900. Seu objetivo era derrubar a Imperatriz Viúva Cixi para estabelecer uma monarquia constitucional sob o Imperador Guangxu. A trama foi descoberta pelos governadores-gerais de Hunan e Hubei. Cerca de vinte conspiradores foram presos e executados.

### Revolta de Huizhou
Em 8 de outubro de 1900, Sun Yat-sen ordenou o lançamento da Revolta de Huizhou (惠州起義). O exército revolucionário foi liderado por Zheng Shiliang e inicialmente incluía 20 000 homens, que lutaram durante meio mês. No entanto, depois que o primeiro-ministro japonês proibiu Sun Yat-sen de realizar atividades revolucionárias em Taiwan, Zheng Shiliang não teve escolha senão ordenar a dispersão do exército. Conseqüentemente, esta revolta também falhou. O soldado britânico Rowland J. Mulkern participou deste levante. 

### Grande Revolta Ming
Uma revolta muito curta ocorreu de 25 a 28 de janeiro de 1903, para estabelecer um "Grande Reino Celestial Ming" (大明順天國). Isso envolveu Tsé Tsan-tai, Li Jitang (李紀堂), Liang Muguang (梁慕光) e Hong Quanfu (洪全福), que anteriormente participaram do levante de Jintian durante a era do Reino Celestial de Taiping.

### Revolta de Ping-liu-li
Ma Fuyi (馬福益) e Huaxinghui estiveram envolvidos em uma revolta nas três áreas de Pingxiang, Liuyang e Liling, chamada "Revolta de Ping-liu-li", (萍瀏醴起義) em 1905. A revolta recrutou mineiros já em 1903 para se levantarem contra a classe dominante Qing. Após o fracasso do levante, Ma Fuyi foi executado.

### Tentativa de assassinato na Ferrovia Leste de Pequim Zhengyangmen
Wu Yue (吳樾) de Guangfuhui realizou uma tentativa de assassinato na estação ferroviária leste de Pequim Zhengyangmen (正陽門車站) em um ataque a cinco oficiais Qing em 24 de setembro de 1905.

### Revolta de Huanggang
A Revolta de Huanggang (黃岡起義) foi lançada em 22 de maio de 1907, em Chaozhou. O partido revolucionário, junto com Xu Xueqiu (許雪秋), Chen Yongpo (陳湧波) e Yu Tongshi (余通實), lançou a revolta e capturou a cidade de Huanggang. Outros japoneses que se seguiram incluem 萱野長知 e 池亨吉. Depois que o levante começou, o governo Qing o suprimiu rápida e vigorosamente. Cerca de 200 revolucionários foram mortos.

### Revolta de Huizhou Qinühu
No mesmo ano, Sun Yat-sen enviou mais revolucionários a Huizhou para lançar a "Revolta Huizhou Qinühu" (惠州七女湖起義). Em 2 de junho, Deng Zhiyu (鄧子瑜) e Chen Chuan (陳純) reuniu alguns seguidores e juntos apreenderam as armas Qing no lago, 20km de Huizhou. Eles mataram vários soldados Qing e atacaram Taiwei (泰尾) em 5 de junho. O exército Qing fugiu em desordem e os revolucionários aproveitaram a oportunidade, capturando várias cidades. Eles derrotaram o exército Qing mais uma vez em Bazhiyie. Muitas organizações manifestaram o seu apoio após a revolta, e o número de forças revolucionárias aumentou para duzentos homens no seu auge. A revolta, no entanto, acabou fracassando.

### Revolta de Anqing

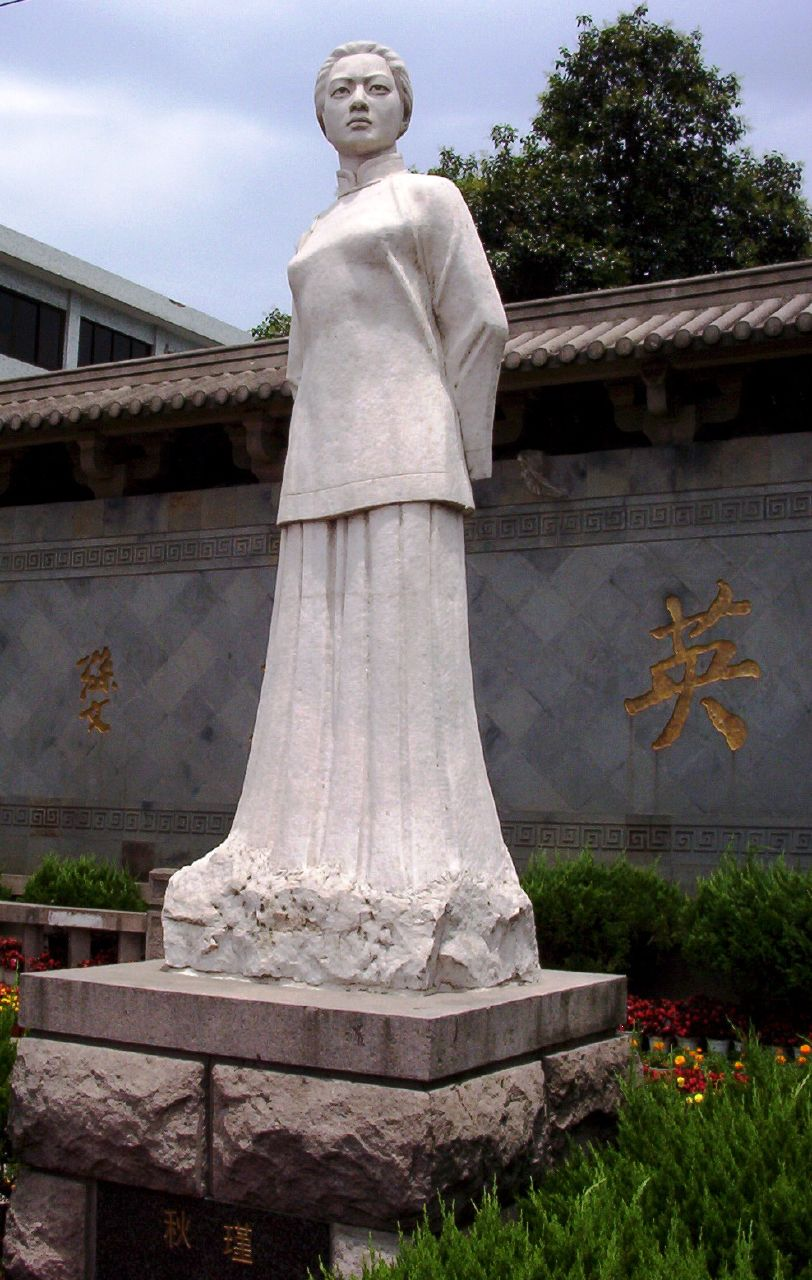
Uma estátua em homenagem ao revolucionário Qiu Jin

Em 6 de julho de 1907, Xu Xilin de Guangfuhui liderou uma revolta em Anqing, Anhui, que ficou conhecida como a Revolta de Anqing (安慶起義). Na época, Xu Xilin era comissário de polícia e também supervisor da academia de polícia. Ele liderou um levante que visava assassinar o governador da província de Anhui, En Ming (恩銘). Eles foram derrotados após quatro horas de combate. Xu foi capturado e os guarda-costas de En Ming cortaram seu coração e fígado e os comeram. Seu primo Qiu Jin foi executado alguns dias depois.

### Revolta de Qinzhou
De agosto a setembro de 1907, ocorreu a Revolta de Qinzhou (欽州防城起義), para protestar contra os pesados impostos do governo. Sun Yat-sen enviou Wang Heshun (王和順) para lá para ajudar o exército revolucionário e capturou o condado em setembro. Depois disso, eles tentaram sitiar e capturar Qinzhou, mas não tiveram sucesso. Eles finalmente recuaram para a área de Shiwandashan, enquanto Wang Heshun retornou ao Vietnã.

### Revolta de Zhennanguan
Em 1 de dezembro de 1907, a Revolta de Zhennanguan (鎮南關起事) ocorreu em Zhennanguan, ao longo da fronteira sino-vietnamita. Sun Yat-sen enviou Huang Mintang (黃明堂) para monitorar a passagem, que era guardada por um forte.  Com a ajuda de apoiadores entre os defensores do forte, os revolucionários capturaram a torre de canhões em Zhennanguan. Sun Yat-sen, Huang Xing e Hu Hanmin foram pessoalmente à torre para comandar a batalha. O governo Qing enviou tropas lideradas por Long Jiguang e Lu Rongting para contra-atacar, e os revolucionários foram forçados a recuar para as áreas montanhosas. Após o fracasso deste levante, Sun foi forçado a se mudar para Cingapura devido a sentimentos anti-Sun dentro dos grupos revolucionários. Ele não retornaria ao continente antes da Revolta de Wuchang.

### Revolta Qin-Lian
Em 27 de março de 1908, Huang Xing lançou um ataque, mais tarde conhecido como Revolta Qin-lian (欽廉上思起義), a partir de uma base no Vietnã e atacou as cidades de Qinzhou e Lianzhou em Guangdong. A luta continuou durante quatorze dias, mas foi forçada a parar depois que os revolucionários ficaram sem suprimentos.

### Revolta de Hekou
Em abril de 1908, outro levante foi lançado em Yunnan, Hekou, chamado de Revolta de Hekou (雲南河口起義). Huang Mingtang (黃明堂) liderou duzentos homens do Vietnã e atacou Hekou em 30 de abril. Outros revolucionários participantes incluíram Wang Heshun (王和順) e Guan Renfu (關仁甫). Eles foram superados em número e derrotados pelas tropas do governo, entretanto, e o levante fracassou.

### Revolta Mapaoying
Em 19 de novembro de 1908, a Revolta Mapaoying (馬炮營起義) foi lançada pelo membro do grupo revolucionário Yuewanghui (岳王會), Xiong Chenggei (熊成基), em Anhui. Yuewanghui, nesta época, era um subconjunto de Tongmenghui. Esta revolta também falhou.

### Nova Revolta do Exército de Gengxu
Em fevereiro de 1910, ocorreu a Revolta do Novo Exército de Gengxu (庚戌新軍起義), também conhecida como Revolta do Novo Exército de Guangzhou (廣州新軍起義). Isso envolveu um conflito entre os cidadãos e a polícia local contra o Novo Exército. Depois que o líder revolucionário Ni Yingdian foi morto pelas forças Qing, os revolucionários restantes foram rapidamente derrotados, causando o fracasso do levante.

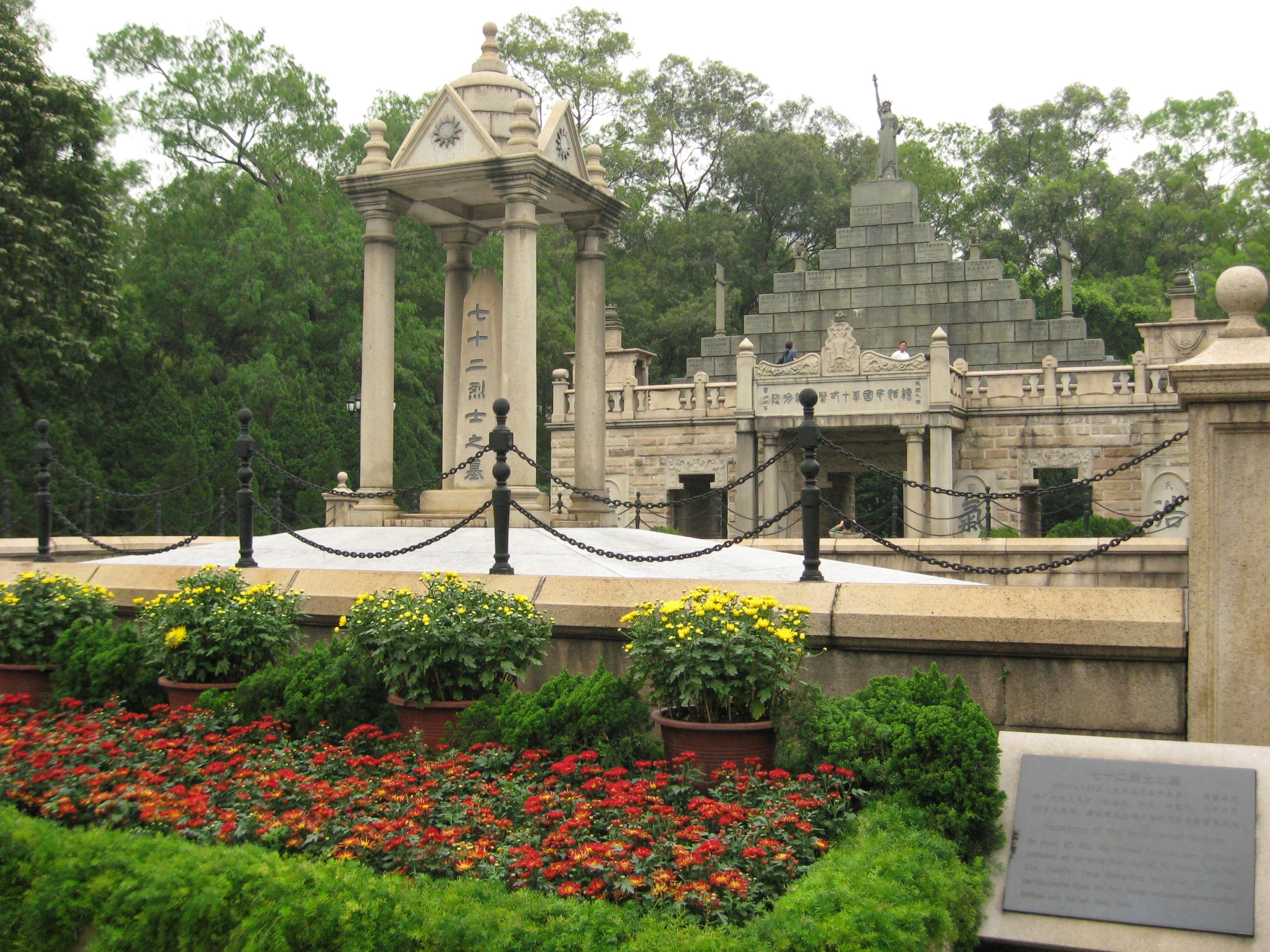
O memorial dos 72 mártires

### Segunda Revolta de Guangzhou
Em 27 de abril de 1911, ocorreu uma revolta em Guangzhou, conhecida como Segunda Revolta de Guangzhou (辛亥廣州起義) ou Revolta do Monte das Flores Amarelas (黃花岡之役). Terminou em desastre, pois foram encontrados 86 corpos (apenas 72 puderam ser identificados). Os 72 revolucionários foram lembrados como mártires. O revolucionário Lin Juemin (林覺民) foi um dos 72. Na véspera da batalha, ele escreveu "Uma Carta para Minha Esposa" (與妻訣別書), que mais tarde seria considerada uma obra-prima da literatura chinesa.

## Revolta de Wuchang

A bandeira de 18 estrelas do Iron Blood, usada durante a Revolta de Wuchang

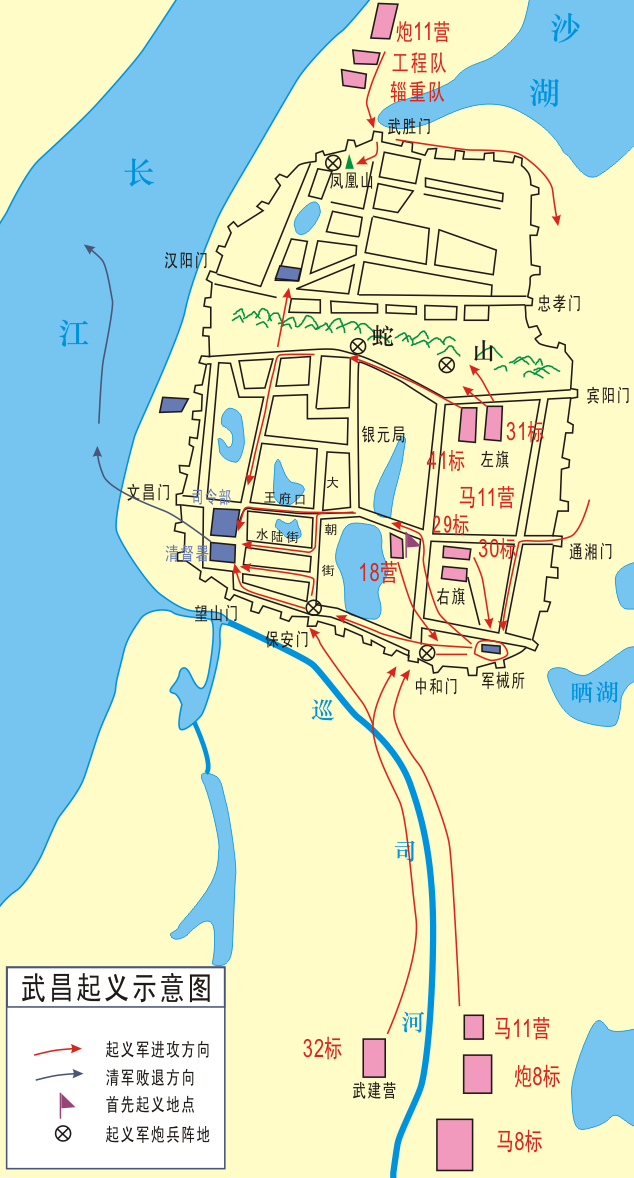
Caminhos da revolta

A Sociedade Literária (文學社) e a Associação Progressista (共進會) foram organizações revolucionárias envolvidas no levante que começou principalmente com um protesto do Movimento de Proteção Ferroviária. No final do verão, algumas unidades do Novo Exército de Hubei foram ordenadas à vizinha Sichuan para reprimir o Movimento de Proteção Ferroviária, um protesto em massa contra a apreensão e entrega pelo governo Qing de empreendimentos de desenvolvimento ferroviário local a potências estrangeiras. Oficiais de bandeira como Duanfang, o superintendente ferroviário,  e Zhao Erfeng lideraram o Novo Exército contra o Movimento de Proteção Ferroviária.
As unidades do Novo Exército de Hubei eram originalmente o Exército de Hubei, treinado pelo oficial Qing Zhang Zhidong. Em 24 de setembro, a Sociedade Literária e a Associação Progressista convocaram uma conferência em Wuchang, juntamente com sessenta representantes de unidades locais do Novo Exército. Durante a conferência, eles estabeleceram um quartel-general para o levante. Os líderes das duas organizações, Jiang Yiwu (蔣翊武) e Sun Wu (孫武), foram eleitos comandante e chefe do Estado-Maior. Inicialmente, a data do levante seria 6 de outubro de 1911. Foi adiado para uma data posterior devido a preparativos insuficientes.
Os revolucionários que pretendiam derrubar a dinastia Qing construíram bombas e, em 9 de outubro, uma delas explodiu acidentalmente. O próprio Sun Yat-sen não teve participação direta na revolta e estava viajando pelos Estados Unidos na época para recrutar mais apoio entre os chineses ultramarinos. O vice-rei Qing de Huguang, Rui Cheng (瑞澂), tentou rastrear e prender os revolucionários. O líder do esquadrão Xiong Bingkun (熊秉坤) e outros decidiram não atrasar mais o levante e lançaram a revolta em 10 de outubro de 1911, às 7h. A revolta foi um sucesso; toda a cidade de Wuchang foi capturada pelos revolucionários na manhã de 11 de outubro. Naquela noite, eles estabeleceram um quartel-general tático e anunciaram o estabelecimento do "Governo Militar de Hubei da República da China". A conferência escolheu Li Yuanhong como governador do governo temporário. Oficiais Qing, como os vassalos Duanfang e Zhao Erfeng, foram mortos pelas forças revolucionárias.
Os revolucionários mataram um traficante de armas alemão em Hankou enquanto ele entregava armas aos Qing. Os revolucionários mataram 2 alemães e feriram outros 2 alemães na batalha de Hanyang, incluindo um ex-coronel.

## Revoltas provinciais

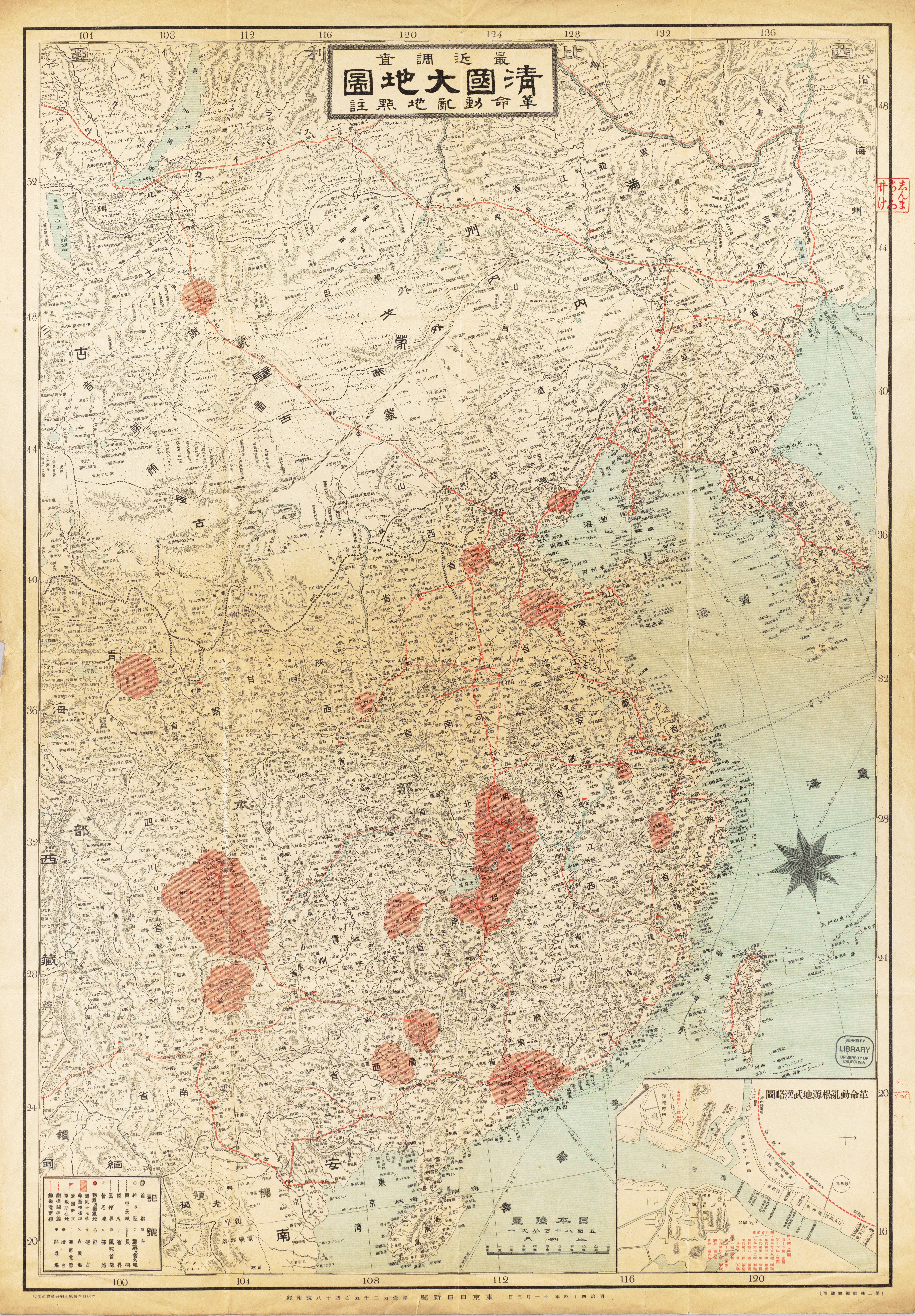
Mapa das revoltas durante a Revolução de 1911

Após o sucesso da Revolta de Wuchang, muitos outros protestos ocorreram em todo o país por vários motivos. Algumas revoltas declararam a restauração (光復) do domínio chinês Han. Outras revoltas foram um passo em direcção à independência e algumas foram protestos ou rebeliões contra as autoridades locais. Independentemente do motivo do levante, o resultado foi que todas as províncias do país renunciaram à dinastia Qing e aderiram à ROC.

### Restauração de Changsha
Em 22 de outubro de 1911, os Hunan Tongmenghui foram liderados por Jiao Dafeng (焦達嶧) e Chen Zuoxin (陳作新). Eles lideraram um grupo armado, composto em parte por revolucionários de Hongjiang e em parte por unidades desertores do Novo Exército, em uma campanha para estender o levante até Changsha. Eles capturaram a cidade e mataram o general imperial local. Em seguida, anunciaram o estabelecimento do Governo Militar de Hunan na República da China e anunciaram a sua oposição ao Império Qing.

### Revolta de Shaanxi
No mesmo dia, Tongmenghui de Shaanxi, liderado por Jing Dingcheng (景定成) e Qian Ding (錢鼎), bem como Jing Wumu (井勿幕) e outros, incluindo Gelaohui, lançou uma revolta e capturou Xi'an após dois dias de luta. A comunidade muçulmana Hui estava dividida no seu apoio à revolução. Os muçulmanos Hui de Shaanxi apoiaram os revolucionários, enquanto os muçulmanos Hui de Gansu apoiaram os Qing. Os nativos muçulmanos Hui (maometanos) de Xi'an (província de Shaanxi) juntaram-se aos revolucionários chineses Han no massacre dos Manchus. Os nativos muçulmanos Hui da província de Gansu, liderados pelo general Ma Anliang, lideraram mais de vinte batalhões de tropas muçulmanas Hui para defender os imperiais Qing e atacaram Shaanxi, controlada pelo revolucionário Zhang Fenghui (張鳳翽). O ataque foi bem-sucedido e, depois que chegou a notícia de que Pu Yi estava prestes a abdicar, Ma concordou em ingressar na nova República.  Os revolucionários estabeleceram o "Governo Militar Qinlong Fuhan" e elegeram Zhang Fenghui, membro da Sociedade Yuanrizhi (原日知會), como novo governador. Depois que o bairro Xi'an Manchu caiu em 24 de outubro, as forças Xinhai mataram todos os Manchus da cidade, cerca de 20 000 Manchus foram mortos no massacre. Muitos de seus defensores manchus cometeram suicídio, incluindo o general Qing Wenrui (文瑞), que se jogou em um poço. Apenas alguns manchus ricos que foram resgatados e mulheres manchus sobreviveram. Os chineses han ricos capturaram meninas manchus para se tornarem suas escravas e as tropas chinesas han pobres capturaram jovens mulheres manchus para serem suas esposas. Jovens manchus também foram capturadas por muçulmanos Hui de Xi'an durante o massacre e criadas como muçulmanas.
O general Hui Ma Anliang abandonou a causa Qing após a abdicação de Qing na Revolução Xinhai, enquanto o governador geral Manchu, Shengyun, ficou furioso com a revolução.
Muçulmanos Hui pró-revolução, como o governador de Shaanxi, Ma Yugui, e o imã de Pequim, Wang Kuan, persuadiram o general Qing Hui, Ma Anliang, a parar de lutar, dizendo-lhe, como muçulmanos, para não se matarem pelo bem dos monarquistas Qing e, em vez disso, ficarem do lado dos revolucionários republicanos. Ma Anliang então concordou em abandonar Qing sob a combinação das ações de Yuan Shikai e das mensagens de outros Hui.
Um ano antes do massacre de Manchus em outubro de 1911, um juramento contra os Manchus foi feito no Pagode do Grande Ganso em Xi'an pelos Gelaohui em 1911. Guarnições de bandeira Manchu foram massacradas em Nanjing, Zhenjiang, Taiyuan, Xi'an e Wuchang O bairro Manchu estava localizado na parte nordeste de Xi'an e isolado enquanto o bairro muçulmano Hui estava localizado na parte noroeste de Xi'an, mas não tinha muros que o separassem das partes Han. O sul de Xi'an era inteiramente Han. Xi'an tinha a maior guarnição de bandeira manchu, trimestre por área, antes de sua destruição.
Os revolucionários foram liderados por estudantes da academia militar que venceram os guardas nos portões de Xi'an e os fecharam, protegeram o arsenal e massacraram todos os Manchus em seu templo e depois atacaram e massacraram os Manchus no bairro de bandeira Manchu da cidade. . O bairro Manchu foi incendiado e muitos Manchus foram queimados vivos. Homens, mulheres e meninas manchus foram massacrados durante três dias e, depois disso, apenas mulheres e meninas manchus foram poupadas, enquanto homens e meninos manchus continuaram a ser massacrados. Muitos Manchus cometeram suicídio por overdose de ópio e se jogando em poços. Os revolucionários foram ajudados pelo fato de os Manchus armazenarem pólvora em suas casas, de modo que elas explodiam quando incendiadas, matando os Manchus que estavam lá dentro. 10 000 a 20 000 Manchus foram massacrados.
Ma Anliang recebeu ordens de atacar os revolucionários em Shaanxi pelo servo baoyi Chang Geng e Manchu Shengyun.
Os soldados orientais da nova república foram mobilizados por Yuan Shikai quando o ataque contra Shaanxi começou por Ma Anliang, mas a notícia da abdicação do imperador Qing chegou a Ma Anliang antes de ele atacar Xi'an, então Ma Anliang encerrou todas as operações militares e mudou sua lealdade à República da China. Todas as atividades militares pró-Qing no noroeste foram encerradas com isso.
Yuan Shikai conseguiu induzir Ma Anliang a não atacar Shaanxi depois que Gelaohui assumiu o controle da província e aceitou a República da China sob sua presidência em 1912. Durante a guerra de Proteção Nacional em 1916 entre os republicanos e a monarquia de Yuan Shikai, Ma Anliang preparou seus soldados e informou aos republicanos que ele e os muçulmanos permaneceriam com Yuan Shikai até o fim. Yuan Shikai ordenou que Ma Anliang impedisse Bai Lang (Lobo Branco) de entrar em Sichuan e Gansu, bloqueando Hanzhong e Fengxiangfu.
A missão protestante Shensi administrava um hospital em Xian. Alguns missionários americanos foram mortos em Xi'an. Um relatório afirmava que os Manchus massacraram missionários nos subúrbios de Xi'an. Missionários foram mortos em Xi'an e Taiyuan. Shaanxi juntou-se à revolução em 24 de outubro Sheng Yun foi governador de Shaanxi em 1905.
Alguns Gansu Hui liderados por Ma Fuxiang juntaram-se aos republicanos. O general de Gansu Hui, Ma Fuxiang, não participou com Ma Anliang nas batalhas com os revolucionários de Shaanxi e se recusou a se juntar aos Qing Manchu Shengyun e Changgeng em suas tentativas de defender Qing antes da abdicação de Qing. Em vez disso, a independência de Gansu do controle Qing foi declarada conjuntamente pela pequena nobreza não-muçulmana com Hui Muslim Ma Fuxiang.

### Revolta de Jiujiang
Em 23 de outubro, Lin Sen, Jiang Qun (蔣群), Cai Hui (蔡蕙) e outros membros do Tongmenghui na província de Jiangxi planejaram uma revolta de unidades do Novo Exército. Depois de alcançarem a vitória, anunciaram sua independência. O Governo Militar de Jiujiang foi então estabelecido.

### Revolta de Shanxi Taiyuan
Em 29 de outubro, Yan Xishan do Novo Exército liderou um levante em Taiyuan, capital da província de Shanxi, junto com Yao Yijie (姚以價), Huang Guoliang (黃國梁), Wen Shouquan (溫壽泉), Li Chenglin (李成林), Zhang Shuzhi (張樹幟) e Qiao Xi (喬煦).
Os rebeldes em Taiyuan bombardearam as ruas onde residiam o povo Banner e mataram todos os Manchus. Eles conseguiram matar o governador Qing de Shanxi, Lu Zhongqi (陸鍾琦). Eles então anunciaram o estabelecimento do Governo Militar de Shanxi com Yan Xishan como governador militar. Yan Xishan mais tarde se tornaria um dos senhores da guerra que atormentaram a China durante o que ficou conhecido como "a era dos senhores da guerra".

### Dupla Nona Revolta de Kunming
Em 30 de outubro, Li Genyuan (李根源) do Tongmenghui em Yunnan juntou-se a Cai E, Luo Peijin (羅佩金), Tang Jiyao e outros oficiais do Novo Exército para lançar a Dupla Nona Revolta (重九起義). Eles capturaram Kunming no dia seguinte e estabeleceram o Governo Militar de Yunnan, elegendo Cai E como governador militar.

### Restauração de Nanchang
Em 31 de outubro, o ramo Nanchang do Tongmenghui liderou unidades do Novo Exército em um levante bem-sucedido. Eles estabeleceram o Governo Militar de Jiangxi. Li Liejun foi eleito governador militar. Li declarou Jiangxi independente e lançou uma expedição contra o oficial Qing, Yuan Shikai.

### Revolta Armada de Xangai

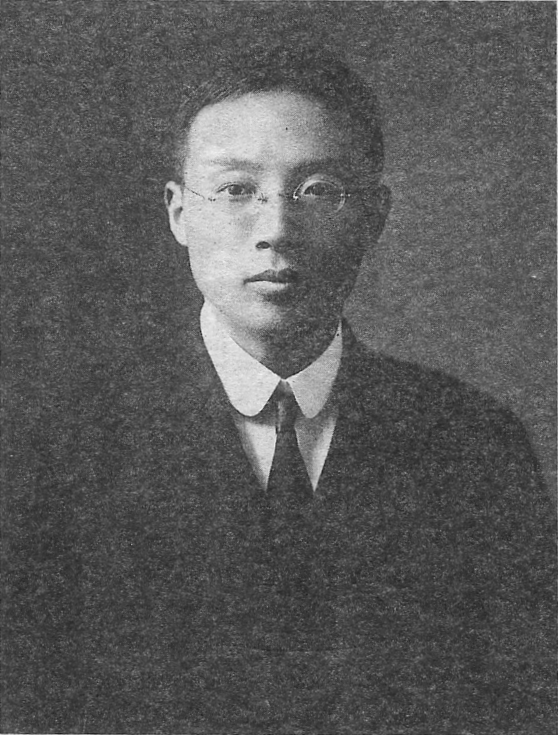
Chen Qimei, governador militar de Xangai

Em 3 de novembro, Tongmenghui, Guangfuhui de Xangai e comerciantes liderados por Chen Qimei (陳其美), Li Pingsu (李平書), Zhang Chengyou (張承槱), Li Yingshi (李英石), Li Xiehe (李燮和) e Song Jiaoren organizaram uma rebelião armada em Xangai. Eles receberam apoio de policiais locais. Os rebeldes capturaram a Oficina de Jiangnan no dia 4 e capturaram Xangai logo depois. Em 8 de novembro, estabeleceram o Governo Militar de Xangai e elegeram Chen Qimei como governador militar. Ele acabaria por se tornar um dos fundadores das quatro grandes famílias da ROC, juntamente com algumas das famílias mais conhecidas da época.

### Revolta de Guizhou
Em 4 de novembro, Zhang Bailin (張百麟) do partido revolucionário em Guizhou liderou um levante junto com unidades do Novo Exército e estudantes da academia militar. Eles imediatamente capturaram Guiyang e estabeleceram o Grande Governo Militar Han Guizhou, elegendo Yang Jincheng (楊藎誠) e Zhao Dequan (趙德全) como chefe e vice-governador, respectivamente.

### Revolta de Zhejiang
Também em 4 de novembro, os revolucionários em Zhejiang instaram as unidades do Novo Exército em Hangzhou a lançar uma revolta. Zhu Rui (朱瑞), Wu Siyu (吳思豫), Lu Gongwang (吕公望) e outros do Novo Exército capturaram a oficina de suprimentos militares. Outras unidades, lideradas por Chiang Kai-shek e Yin Zhirei (尹銳志), capturaram a maioria dos escritórios do governo. Eventualmente, Hangzhou ficou sob o controle dos revolucionários, e o constitucionalista Tang Shouqian (湯壽潛) foi eleito governador militar.

### Restauração de Jiangsu
Em 5 de novembro, os constitucionalistas e a pequena nobreza de Jiangsu instaram o governador Qing, Cheng Dequan (程德全), a anunciar a independência e estabeleceram o Governo Militar Revolucionário de Jiangsu, com o próprio Cheng como governador. Ao contrário de algumas outras cidades, a violência anti-Manchu começou após a restauração, em 7 de novembro, em Zhenjiang. O general Qing Zaimu (載穆) concordou em se render, mas devido a um mal-entendido, os revolucionários não sabiam que sua segurança estava garantida. Os bairros Manchus foram saqueados e um número desconhecido de Manchus foi morto. Zaimu, sentindo-se traído, suicidou-se. Isto é considerado como a Revolta de Zhenjiang (鎮江起義).

### Revolta de Anhui
Membros do Tongmenghui de Anhui também lançaram uma revolta naquele dia e sitiaram a capital da província. Os constitucionalistas persuadiram Zhu Jiabao (朱家寶), o governador Qing de Anhui, a anunciar a independência. 

### Revolta de Guangxi
Em 7 de novembro, o departamento político de Guangxi decidiu separar-se do governo Qing, anunciando a independência de Guangxi. O governador Qing, Shen Bingkun (沈秉堃), foi autorizado a permanecer governador, mas Lu Rongting logo se tornaria o novo governador. Lu Rongting mais tarde ganharia destaque durante a "era dos senhores da guerra" como um dos senhores da guerra, e seus bandidos controlaram Guangxi por mais de uma década. Sob a liderança de Huang Shaohong, o estudante de direito muçulmano Bai Chongxi foi alistado em uma unidade Dare to Die para lutar como revolucionário.

### Independência de Fujian

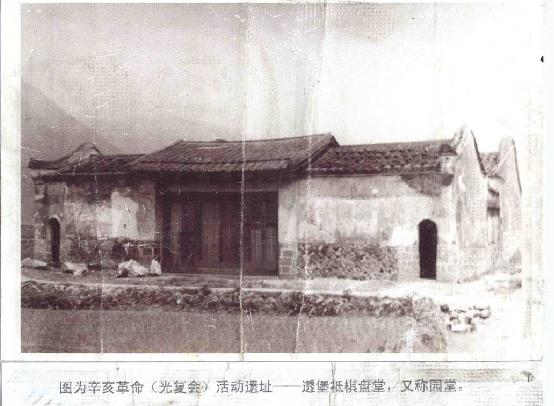
Um dos antigos edifícios ocupados pelo Guangfuhui no condado de Lianjiang, Fujian

Em novembro, membros do ramo Tongmenghui de Fujian, junto com Sun Daoren (孫道仁) do Novo Exército, lançaram um levante contra o exército Qing. O vice-rei Qing, Song Shou (松壽), cometeu suicídio. Em 11 de Novembro, toda a província de Fujian declarou independência. O Governo Militar de Fujian foi estabelecido e Sun Daoren foi eleito governador militar.

### Independência de Guangdong
Perto do final de outubro, Chen Jiongming, Deng Keng (鄧鏗), Peng Reihai (彭瑞海) e outros membros do Tongmenghui de Guangdong organizaram milícias locais para lançar a revolta em Huazhou, Nanhai, Sunde e Sanshui na província de Guangdong. Em 8 de novembro, após serem persuadidos por Hu Hanmin, o general Li Zhun (李準) e Long Jiguang (龍濟光) da Marinha de Guangdong concordaram em apoiar a revolução. O vice-rei Qing de Liangguang, Zhang Mingqi (張鳴岐), foi forçado a discutir com representantes locais uma proposta para a independência de Guangdong. Eles decidiram anunciá-lo no dia seguinte. Chen Jiongming então capturou Huizhou. Em 9 de novembro, Guangdong anunciou a sua independência e estabeleceu um governo militar. Eles elegeram Hu Hanmin e Chen Jiongming como chefe e vice-governador. Sabe-se que Qiu Fengjia ajudou a tornar a declaração de independência mais pacífica. Não se sabia na altura se os representantes das colônias europeias de Hong Kong e Macau seriam cedidos ao novo governo. 

### Independência de Shandong
Em 13 de novembro, após ser persuadido pelo revolucionário Ding Weifen e vários outros oficiais do Novo Exército, o governador Qing de Shandong, Sun Baoqi, concordou em se separar do governo Qing e anunciou a independência de Shandong.

### Revolta de Ningxia
Em 17 de novembro, Ningxia Tongmenghui lançou a Revolta de Ningxia (寧夏會黨起義). Os revolucionários enviaram Yu Youren a Zhangjiachuan para se encontrar com o mestre sufi Dungan, Ma Yuanzhang, para persuadi-lo a não apoiar Qing. No entanto, Ma não queria pôr em perigo o seu relacionamento com os Qing. Ele enviou a milícia muçulmana do leste de Gansu sob o comando de um de seus filhos para ajudar Ma Qi a lutar contra Ningxia Gelaohui. Ma Anliang, Changgeng e Shengyun não conseguiram capturar Shaanxi dos revolucionários. Em Ningxia, as forças Qing foram atacadas por membros Hui Muslim Gelaohui e Han Gelaohui, enquanto o general Hui Ma Qi e Ma Yuanzhang estavam nas forças Qing lutando contra eles, mas Ma Yuanzhang desertou para os republicanos depois que Ma Anliang desistiu dos Qing. No entanto, o Governo Militar Revolucionário de Ningxia foi estabelecido em 23 de novembro. Alguns revolucionários envolvidos incluíram Huang Yue (黃鉞) e Xiang Shen (向燊), que reuniram as forças do Novo Exército em Qinzhou (秦州). Ma Qi então jurou lealdade a Yuan Shikai e à República da China após a abdicação dos Qing, como fez Ma Anliang. A família do general Han Dong Fuxiang, sua esposa Tung Chao-shih (Dong Zhaoshi), o sobrinho Tung Wen (Dong Wen) e o neto Tung Kung (Dong Gong) lutaram pela dinastia Qing durante a Revolução Xinhai em 1911 em Gansu.

### Independência de Sichuan
Em 21 de novembro, Guang'an organizou o Grande Governo Militar do Norte de Han Shu.
Em 22 de novembro, Chengdu e Sichuan começaram a declarar independência. No dia 27, o Grande Governo Militar Han Sichuan foi estabelecido, liderado pelo revolucionário Pu Dianzun (蒲殿俊). O oficial Qing, Duan Fang (端方), também seria morto.

### Revolta de Nanquim

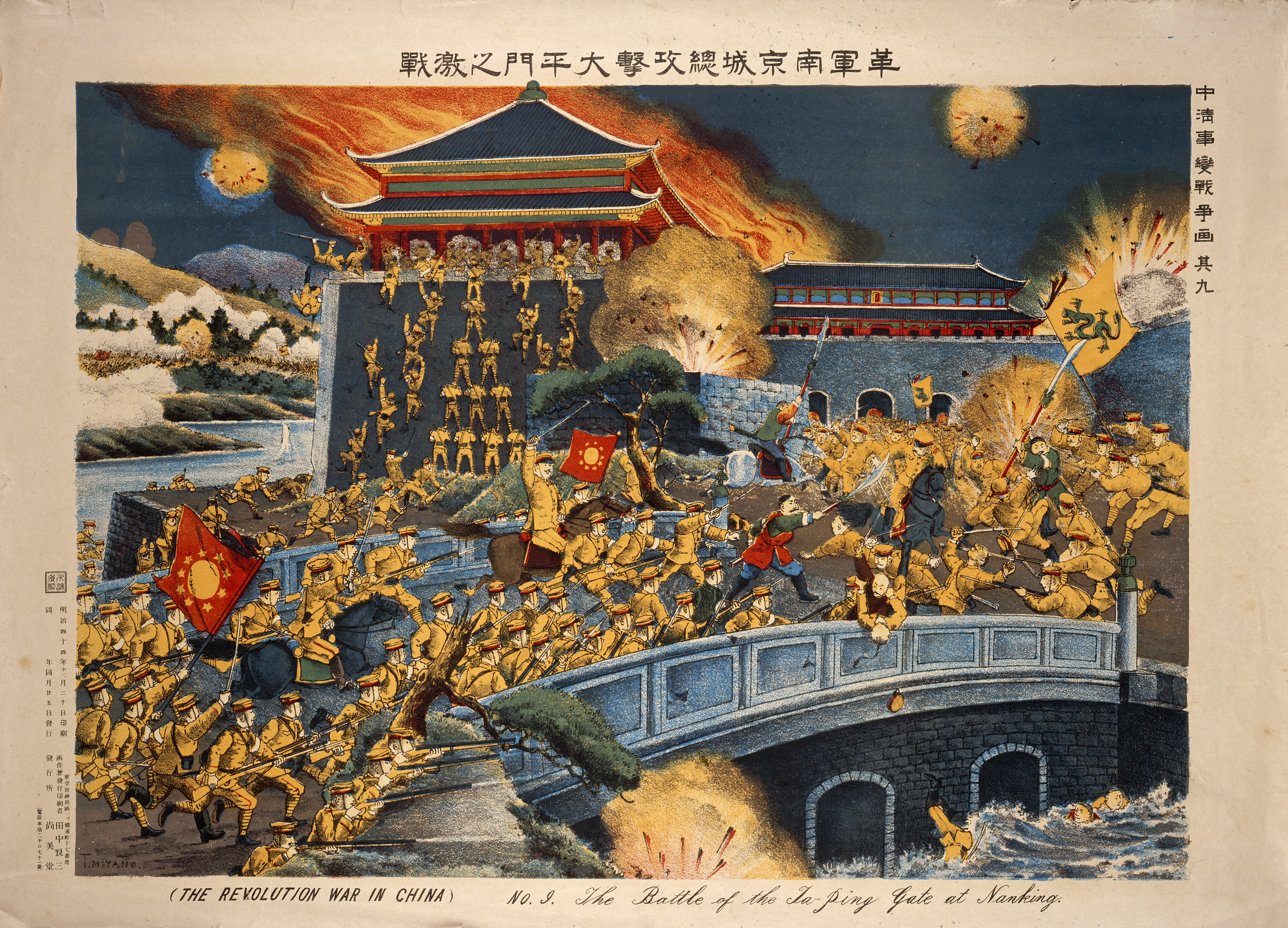
Batalha de 1911 no portão Ta-ping, Nanquim. Pintura de T. Miyano.

Em 8 de novembro, apoiado pelo Tongmenghui, Xu Shaozhen (徐紹楨) do Novo Exército anunciou uma revolta em Molin Pass (秣陵關), 30km de distância da cidade de Nanquim.  Xu Shaozhen, Chen Qimei e outros generais decidiram formar um exército unido sob o comando de Xu para atacar Nanquim juntos. Em 11 de novembro, o quartel-general do exército unido foi estabelecido em Zhenjiang. Entre 24 de novembro e 1º de dezembro, sob o comando de Xu Shaozhen, o exército unido capturou Wulongshan (烏龍山), Mufushan (幕府山), Yuhuatai (雨花臺), cidade de Tianbao (天保城) e muitos outros redutos do exército Qing. Em 2 de dezembro, a cidade de Nanquim foi capturada pelos revolucionários após a Batalha de Nanquim de 1911. Em 3 de dezembro, o revolucionário Su Liangbi liderou tropas no massacre de um grande número de Manchus (o número exato não é conhecido). Pouco depois ele foi preso e suas tropas dispersadas.

### Revolta de Dihua e Yili
Em Xinjiang, em 28 de dezembro, Liu Xianzun (劉先俊) e revolucionários iniciaram a Revolta de Dihua (迪化起義). Isto foi liderado por mais de 100 membros do Gelaohui. Esta revolta falhou. Em 7 de janeiro de 1912, a Revolta de Yili (伊犁起義) com (馮特民) começou. Governador Qing, (袁大化) fugiu e apresentou sua renúncia a Yang Zengxin, porque não conseguia lidar com a luta contra os revolucionários.
Em 8 de Janeiro, um novo governo Yili foi estabelecido para os revolucionários. Hoje, alguns historiadores chineses acreditam que isso contribuiu para a queda da dinastia Qing, porque impediu o plano da dinastia Qing de fugir para o país ocidental. Os revolucionários seriam derrotados em Jinghe em janeiro e fevereiro, eventualmente, por causa da abdicação que viria, Yuan Shikai reconheceu o governo de Yang Zengxin, nomeou-o governador de Xinjiang e fez com que a província se juntasse à República. Mais onze ex-oficiais Qing seriam assassinados em Zhenxi, Karashahr, Aksu, Kucha, Luntai e Kashgar em abril e maio de 1912.
Os revolucionários imprimiram novos meios de comunicação multilingues.

## Revoltas em territórios

### Secessão tibetana
Em 1905, os Qing enviaram Zhao Erfeng ao Tibete para retaliar as rebeliões. Em 1908, Zhao foi nomeado residente imperial em Lhasa. Zhao foi decapitado em dezembro de 1911 pelas forças pró-republicanas. A maior parte da área historicamente conhecida como Kham era agora considerada o Distrito Administrativo de Xikang, criado pelos revolucionários republicanos. No final de 1912, as últimas tropas Qing foram forçadas a sair do Tibete através da Índia. Thubten Gyatso, o 13º Dalai Lama, retornou ao Tibete em janeiro de 1913 vindo de Sikkim, onde residia. Quando o novo governo ROC pediu desculpas pelas ações dos Qing e se ofereceu para restaurar o Dalai Lama à sua posição anterior, ele respondeu que não estava interessado nas fileiras chinesas, que o Tibete nunca tinha sido subordinado à China, que o Tibete era um país independente, e que ele estava assumindo a liderança espiritual e política do Tibete. Por causa disso, muitos leram esta resposta como uma declaração formal de independência. O lado chinês ignorou a resposta e o Tibete ficou trinta anos livre de interferência da China até 1951 e agora o Tibete ainda é governado pela China.

### Secessão da Mongólia Exterior
No final de 1911, os mongóis exteriores agiram com uma revolta armada contra as autoridades Qing, mas não tiveram sucesso. O movimento de independência que ocorreu não se limitou apenas à Mongólia Exterior, mas foi um fenómeno pan-mongol. Em 29 de dezembro de 1911, Bogd Cã tornou-se o governante do canato de Bogd. A Mongólia Interior tornou-se um terreno disputado entre o canato de Bogd e a China. Em geral, a Rússia apoiou a independência da Mongólia Exterior (incluindo Tannu Uriankhai) durante a época da Revolução de 1911.
O Tibete e a Mongólia Exterior reconheceram-se então num tratado. Em 1919, a República da China recuperou a Mongólia Exterior, mas perdeu-a novamente em 1921. A República Popular da China, membro das Nações Unidas, reconheceu oficialmente a independência da Mongólia Exterior desde 1949. No entanto, a República da China baseada na ilha de Taiwan ainda não reconheceu oficialmente a independência da Mongólia Exterior da China, mas o seu governo abriu um escritório de representação cultural e econômica como alternativa à embaixada oficial em Ulaanbaatar desde 2002.

## Mudança de governo

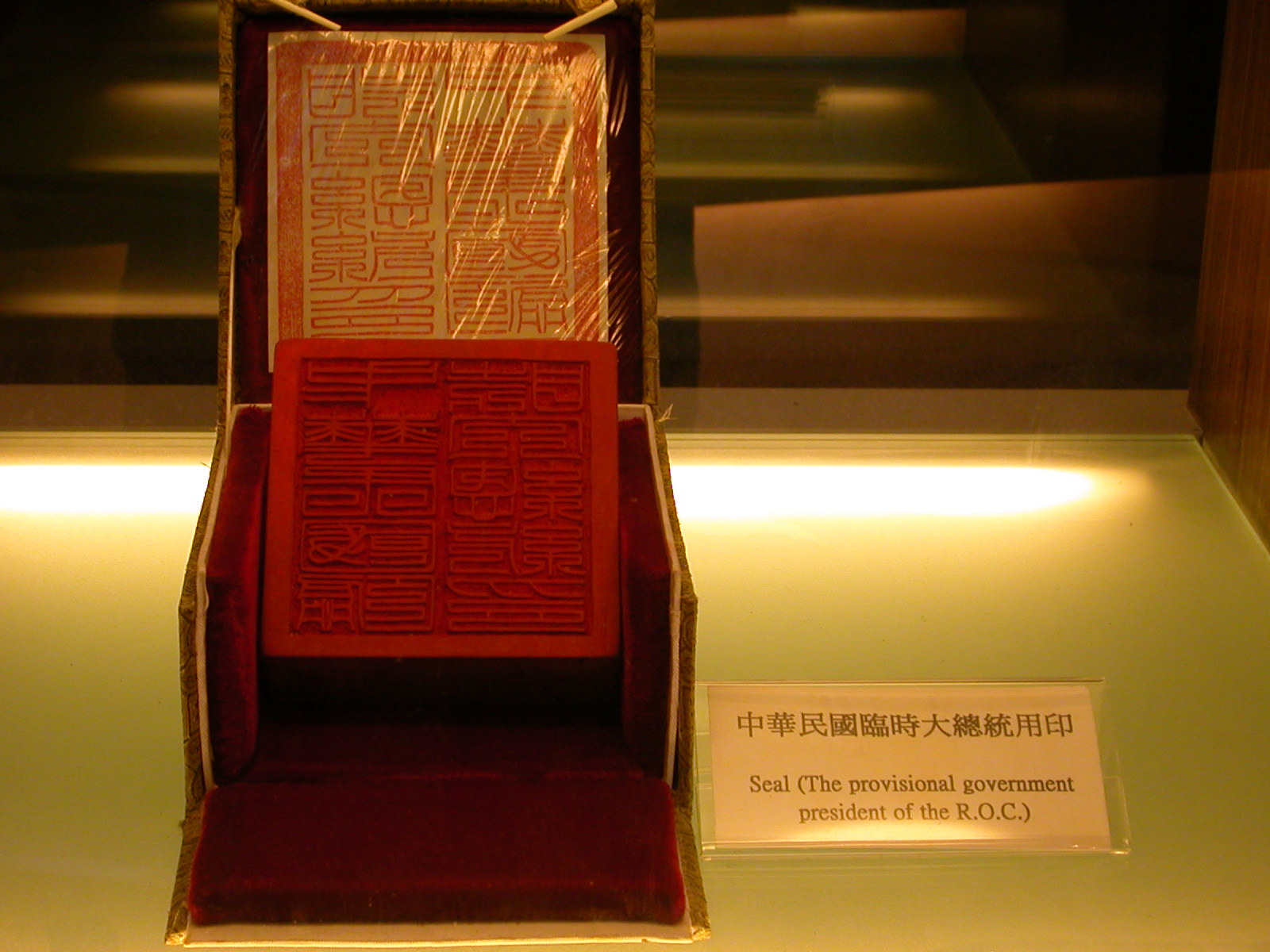
Selo presidencial do governo provisório da República da China

### Norte: tentativa de transformação final da Corte Qing
Em 1 de novembro de 1911, o governo Qing nomeou Yuan Shikai como primeiro-ministro do gabinete imperial, substituindo o príncipe Qing. Em 3 de novembro, após uma proposta de Cen Chunxuan do  Movimento da Monarquia Constitucional (China) (立憲運動), a corte Qing aprovou os Dezenove Artigos (憲法重大信條十九條), que transformaram os Qing de um sistema autocrático com o imperador tendo poder ilimitado para uma monarquia constitucional. Em 9 de novembro, Huang Xing até telegrafou a Yuan Shikai e o convidou para se juntar à República. As mudanças na corte chegaram tarde demais e o imperador estava prestes a renunciar.

### Sul: Governo Provisório em Nanquim
Em 28 de novembro de 1911, Wuchang e Hanyang voltaram para o exército Qing. Assim, por segurança, os revolucionários convocaram a sua primeira conferência na Concessão Britânica em Hankou, em 30 de novembro. Em 2 de dezembro, as forças revolucionárias conseguiram capturar Nanquim na revolta; e os revolucionários decidiram fazer dela o local do novo governo provisório. Na época, Pequim ainda era a capital Qing.

### Conferência Norte-Sul

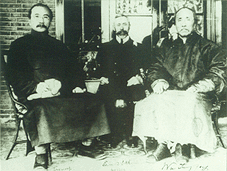
Tang Shaoyi, à esquerda. Edward Selby Little, meio. Wu Tingfang, certo.

Em 18 de dezembro, a  Conferência Norte-Sul (南北議和) foi realizado em Xangai para discutir as questões do norte e do sul. A relutância dos financiadores estrangeiros em dar apoio financeiro ao governo Qing ou aos revolucionários contribuiu para que ambos os lados concordassem em iniciar negociações. Yuan Shikai escolheu Tang Shaoyi como seu representante. Tang trocou Pequim por Wuhan para negociar com os revolucionários. Os revolucionários escolheram Wu Tingfang. Com a intervenção de seis potências estrangeiras, Reino Unido, Estados Unidos, Alemanha, Rússia, Japão e França, Tang Shaoyi e Wu Tingfang começaram a negociar um acordo na concessão britânica. O empresário estrangeiro Edward Selby Little (李德立) atuou como negociador e facilitou o acordo de paz. Eles concordaram que Yuan Shikai forçaria o imperador Qing a abdicar em troca do apoio das províncias do sul a Yuan como Presidente da República. Depois de considerar a possibilidade de a nova república ser derrotada numa guerra civil ou por uma invasão estrangeira, Sun Yat-sen concordou com a proposta de Yuan de unificar a China sob o governo de Yuan Shikai em Pequim. Outras decisões foram tomadas para deixar o imperador governar sua pequena corte no Novo Palácio de Verão. Ele seria tratado como governante de um país separado e teria despesas de vários milhões de taéis em prata.

## Estabelecimento da República

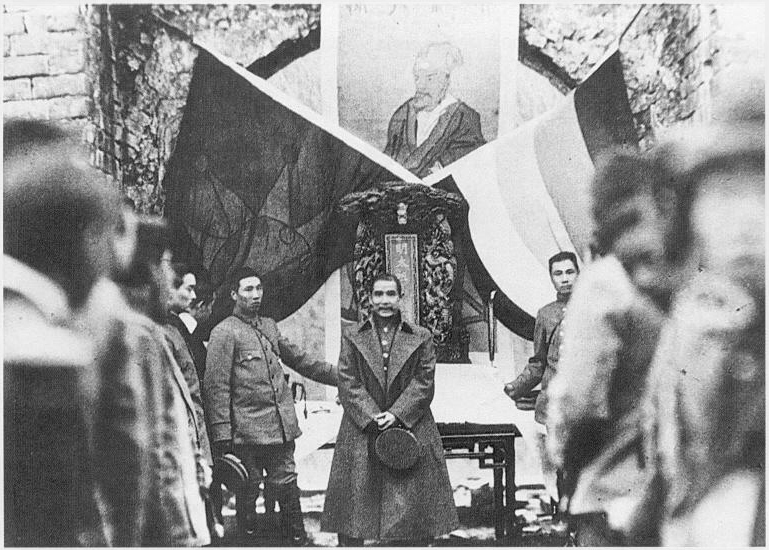
Sun Yat-sen e outros membros do Governo da República da China visitaram o mausoléu do Imperador Hongwu da dinastia Ming, 15 de fevereiro de 1912

### República da China declarada e bandeira nacional
Em 29 de dezembro de 1911, Sun Yat-sen foi eleito o primeiro presidente provisório. 1º de janeiro de 1912 foi definido como o primeiro dia do Primeiro Ano da República da China. Em 3 de janeiro, os representantes recomendaram Li Yuanhong como vice-presidente provisório.
Durante e após a Revolução de 1911, muitos grupos participantes queriam a sua própria flâmula como bandeira nacional. Durante a Revolta de Wuchang, as unidades militares de Wuchang queriam a bandeira de nove estrelas com Taijitu. Outros em competição incluíram o Céu Azul de Lu Haodong com uma bandeira do Sol Branco. Huang Xing era a favor de uma bandeira com o mítico sistema de agricultura rural de "campo de poços". No final, a assembleia comprometeu-se: a bandeira nacional seria a bandeira das Cinco Raças Sob Uma União. A bandeira das Cinco Raças sob a Uma União com listras horizontais representava as cinco principais nacionalidades da república. O vermelho representava os Han, o amarelo representava os Manchus, o azul representava os mongóis, o branco representava os muçulmanos e o preto representava os tibetanos. Apesar de o alvo geral dos levantes serem os Manchus, Sun Yat-sen, Song Jiaoren e Huang Xing defenderam unanimemente que a integração racial fosse realizada do continente até as fronteiras.

### Incidente em Donghuamen
Em 16 de janeiro, ao retornar para sua residência, Yuan Shikai foi emboscado em um ataque a bomba organizado pelos Tongmenghui em  Donghuamen. (東華門), Pequim. Dezoito revolucionários estiveram envolvidos. Cerca de dez guardas morreram, mas o próprio Yuan não ficou gravemente ferido. Ele enviou uma mensagem aos revolucionários no dia seguinte, prometendo sua lealdade e pedindo-lhes que não organizassem mais tentativas de assassinato contra ele.

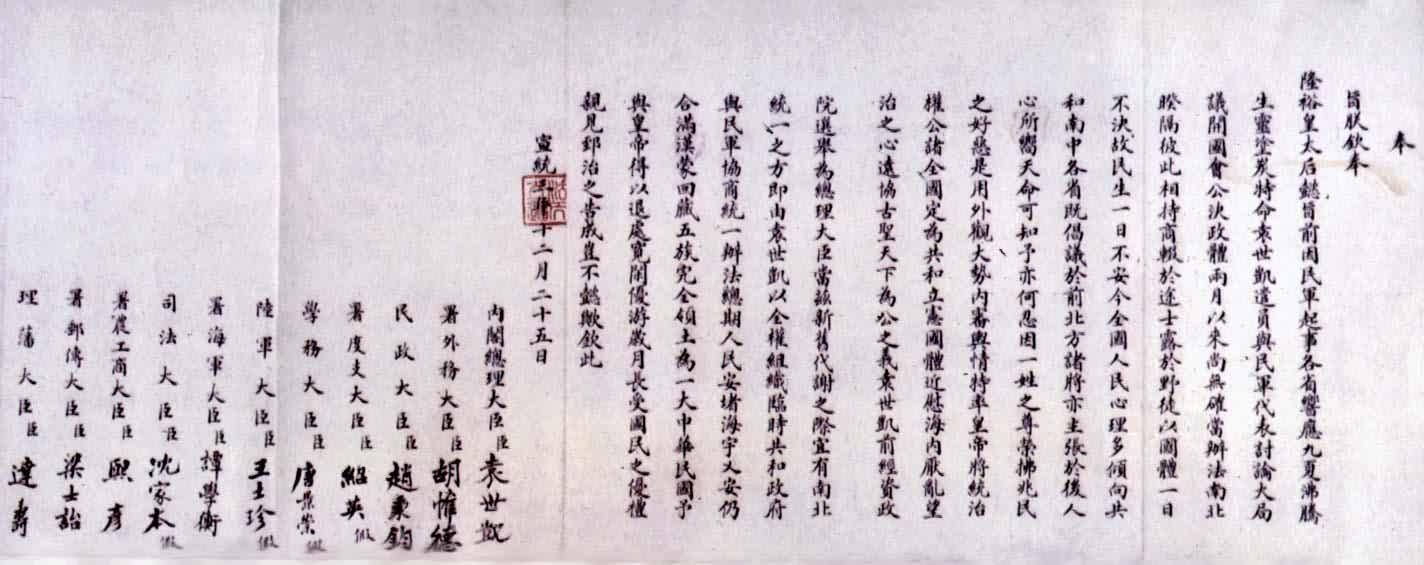
Édito imperial para abdicação

### Abdicação do Imperador
Zhang Jian elaborou uma proposta de abdicação que foi aprovada pelo Senado Provisório. Em 20 de janeiro, Wu Tingfang, do Governo Provisório de Nanquim, entregou oficialmente o Édito Imperial de Abdicação a Yuan Shikai pela abdicação de Puyi. Em 22 de janeiro, Sun Yat-sen anunciou que renunciaria à presidência em favor de Yuan Shikai se este apoiasse a abdicação do imperador. Yuan então pressionou a imperatriz viúva Longyu com a ameaça de que as vidas da família imperial não seriam poupadas se a abdicação não ocorresse antes que os revolucionários chegassem a Pequim, mas se eles concordassem em abdicar, o governo provisório honraria os termos propostos pela família imperial.
Em 3 de fevereiro, a imperatriz viúva Longyu deu a Yuan permissão total para negociar os termos de abdicação do imperador Qing. Yuan então elaborou sua própria versão e a encaminhou aos revolucionários em 3 de fevereiro. Sua versão consistia em três seções em vez de duas. Em 12 de fevereiro de 1912, após serem pressionados por Yuan e outros ministros, Puyi (seis anos) e a imperatriz viúva Longyu aceitaram os termos de abdicação de Yuan.

### Debate sobre a capital
Como condição para ceder a liderança a Yuan Shikai, Sun Yat-sen insistiu que o governo provisório permanecesse em Nanjing. Em 14 de Fevereiro, o Senado Provisório votou inicialmente por 20-5 a favor de tornar Pequim a capital sobre Nanjing, com dois votos a favor de Wuhan e um a Tianjin. A maioria do Senado queria garantir o acordo de paz assumindo o poder em Pequim. Zhang Jian e outros argumentaram que ter a capital em Pequim seria um obstáculo à restauração manchu e à secessão mongol. Mas Sun e Huang Xing argumentaram a favor de Nanjing para se equilibrar com a base de poder de Yuan no norte. Li Yuanhong apresentou Wuhan como um compromisso. No dia seguinte, o Senado Provisório votou novamente, desta vez, por 19–6 a favor de Nanjing, com dois votos para Wuhan. Sun enviou uma delegação liderada por Cai Yuanpei e Wang Jingwei para persuadir Yuan a se mudar para Nanjing. Yuan deu as boas-vindas à delegação e concordou em acompanhar os delegados de volta ao sul. Então, na noite de 29 de fevereiro, tumultos e incêndios eclodiram por toda a cidade. Eles teriam sido iniciados pelas tropas desobedientes de Cao Kun, um oficial leal de Yuan. A desordem deu a Yuan o pretexto para permanecer no norte para se proteger contra a agitação. Em 10 de março, Yuan foi empossado em Pequim como Presidente Provisório da República da China. Em 5 de abril, o Senado Provisório em Nanjing votou para tornar Pequim a capital da República e reuniu-se em Pequim no final do mês.

## Governo Republicano em Pequim

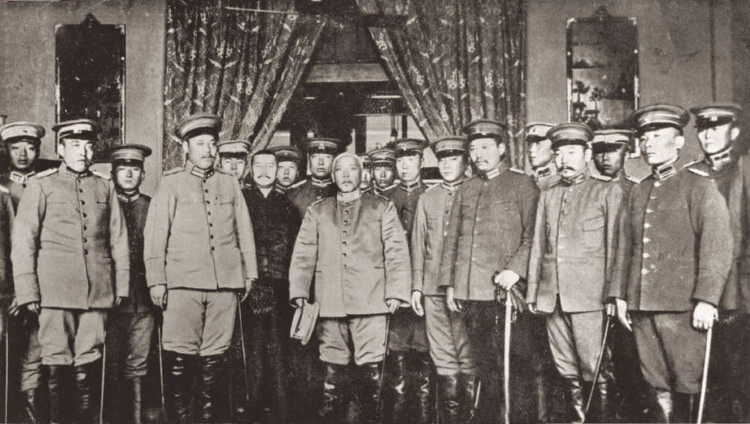
Yuan Shikai toma posse como presidente provisório em Pequim

Em 10 de março de 1912, Yuan Shikai foi empossado como o segundo Presidente Provisório da República da China em Pequim. As primeiras eleições para a Assembleia Nacional ocorreram de acordo com a Constituição Provisória. Enquanto estava em Pequim, o Kuomintang foi formado em 25 de agosto de 1912. O KMT detinha a maioria dos assentos após a eleição. Song Jiaoren foi eleito primeiro-ministro. No entanto, Song foi assassinado em Xangai em 20 de março de 1913, sob a ordem secreta de Yuan Shikai.

## Propostas de monarcas Han e retenção de títulos nobres
Alguns defenderam que um Han étnico fosse instalado como Imperador da China, seja um descendente de Confúcio que detinha o título nobre de Duque de Yansheng, ou um descendente dos Ming, família imperial que possuía o título de Marquês da Graça Estendida. O duque de Yansheng foi proposto como candidato ao imperador por Liang Qichao.
A nobreza aristocrática hereditária Han, como o Duque de Yansheng, o Marquês da Graça Estendida e o título de Wujing Boshi (alterado para "Dacheng Zhisheng Xianshi Nanzong Fengsi Guan" 大成至聖先師南宗奉祀官) e os títulos detidos pelos descendentes de Mêncio, Zengzi e Yan Hui foram retidos pela nova República da China e os titulares continuaram a receber suas pensões.
Um plano apoiado por banqueiros estrangeiros estaria em vigor para declarar o duque de Yansheng como imperador da China, caso a causa republicana revolucionária falhasse.

## Legado

### Influência social
Após a revolução, houve uma enorme manifestação de sentimento anti-Manchu em toda a China, mas particularmente em Pequim, onde milhares de pessoas morreram na violência anti-Manchu. As restrições imperiais à residência e comportamento dos Han dentro da cidade desmoronaram à medida que o poder imperial Manchu desmoronou. O sentimento anti-Manchu está registrado em livros como Uma Breve História dos Escravos (奴才小史) e As Biografias de Funcionários Avarentos e Pessoal Corrupto (貪官污吏傳) de Laoli (老吏).
Durante a abdicação do último imperador, a imperatriz viúva Longyu, Yuan Shikai e Sun Yat-sen tentaram adotar o conceito de "Manchu e Han como uma família" (滿漢一家). As pessoas começaram a explorar e a debater consigo mesmas sobre a causa raiz da sua fraqueza nacional. Esta nova busca de identidade foi o Movimento Nova Cultura. A cultura e a língua manchu, pelo contrário, tornaram-se virtualmente extintas em 2007.
Ao contrário das revoluções no Ocidente, a Revolução de 1911 não reestruturou a sociedade. Os participantes da Revolução de 1911 eram em sua maioria militares, burocratas do tipo antigo e nobres locais. Estas pessoas ainda detinham o poder regional após a Revolução de 1911. Alguns se tornaram senhores da guerra. Não houve grandes melhorias no padrão de vida. O escritor Lu Xun comentou em 1921 durante a publicação de A Verdadeira História de Ah Q, dez anos após a Revolução de 1911, que basicamente nada mudou exceto "os Manchus deixaram a cozinha". Os problemas econômicos não foram resolvidos até à governação de Chiang Ching-kuo em Taiwan e de Mao Tsé-Tung no continente.
A Revolução de 1911 eliminou principalmente o feudalismo (fengjian) da China Imperial Tardia. Na visão habitual dos historiadores, há duas restaurações do poder feudal após a revolução: a primeira foi Yuan Shikai; o segundo foi Zhang Xun.  Ambos não tiveram sucesso, mas os "remanescentes feudais" regressaram à China com a Revolução Cultural num conceito chamado guanxi, onde as pessoas dependiam não de relações feudais, mas de relações pessoais, para sobreviver. Embora o guanxi seja útil em Taiwan, no continente ele é necessário para realizar qualquer coisa.
Devido aos efeitos do sentimento anti-Manchu após a revolução, os Manchus das Bandeiras Metropolitanas foram levados à pobreza profunda, com os homens Manchus empobrecidos demais para se casar, então os homens Han se casaram com mulheres Manchus, os Manchus pararam de se vestir com roupas Manchu e pararam de praticar as tradições Manchu.

### Significado histórico
A Revolução de 1911 derrubou o governo Qing e quatro mil anos de monarquia. Ao longo da história chinesa, as antigas dinastias sempre foram substituídas por novas dinastias. A Revolução de 1911, no entanto, foi a primeira a derrubar completamente uma monarquia e a tentar estabelecer uma república para difundir as ideias democráticas por toda a China. Embora em 1911, na cerimónia de proclamação do governo provisório, Sun Yat-sen tenha dito: "A revolução ainda não teve sucesso, os camaradas ainda precisam de lutar pelo futuro." (革命尚未成功, 同志仍需努力).
Desde a década de 1920, os dois partidos dominantes – a ROC e a RPC – vêem a Revolução de 1911 de forma bastante diferente. Ambas as Chinas reconhecem Sun Yat-sen como o Pai da Nação, mas em Taiwan significa "Pai da República da China". No continente, Sun Yat-sen era visto como o homem que ajudou a derrubar os Qing, uma pré-condição para o estado comunista fundado em 1949. A RPC (continente) vê o trabalho de Sun como o primeiro passo para a verdadeira revolução em 1949, quando os comunistas criaram um estado verdadeiramente independente que expulsou estrangeiros e construiu uma potência militar e industrial. O pai da Nova China é visto como Mao Tsé-Tung. Em 1954, Liu Shaoqi foi citado como tendo dito que a "Revolução de 1911 inseriu o conceito de república nas pessoas comuns". Zhou Enlai destacou que "a Revolução de 1911 derrubou o domínio Qing, pôs fim a 4 000 anos de monarquia e libertou em grande medida a mente das pessoas e abriu o caminho para o desenvolvimento da revolução futura. Esta é uma grande vitória".

### Avaliação moderna
Uma mudança na crença de que a revolução tinha sido uma mudança geralmente positiva começou no final dos anos 1980 e 1990, mas Zhang Shizhao foi citado como argumentando que "Ao falar sobre a Revolução de 1911, o teórico hoje em dia tende a enfatizar demais. A palavra 'sucesso ' foi usado em demasia".
O grau de sucesso da democracia obtido pela revolução pode variar dependendo da opinião de cada um. Mesmo depois da morte de Sun Yat-sen em 1925, durante sessenta anos, o KMT controlou todos os cinco ramos do governo; nenhum era independente. Yan Jiaqi, fundador da Federação para uma China Democrática, disse que Sun Yat-sen deve ser creditado como o fundador da primeira república da China em 1912, e a segunda república é o povo de Taiwan e os partidos políticos que agora democratizam a região.
Entretanto, os ideais de democracia estão longe de serem concretizados no lado da China continental. Por exemplo, o antigo primeiro-ministro chinês Wen Jiabao disse certa vez num discurso que sem uma verdadeira democracia não há garantia de direitos económicos e políticos; mas ele liderou uma repressão em 2011 contra os protestos pacíficos do jasmim chinês. Outros, como Qin Yongmin (秦永敏) do Partido da Democracia da China, que esteve preso durante doze anos, não elogiam a Revolução de 1911. Qin Yongmin disse que a revolução apenas substituiu um ditador por outro, que Mao Tsé-Tung não era um imperador, mas é pior que o imperador.